# Магастханґарг

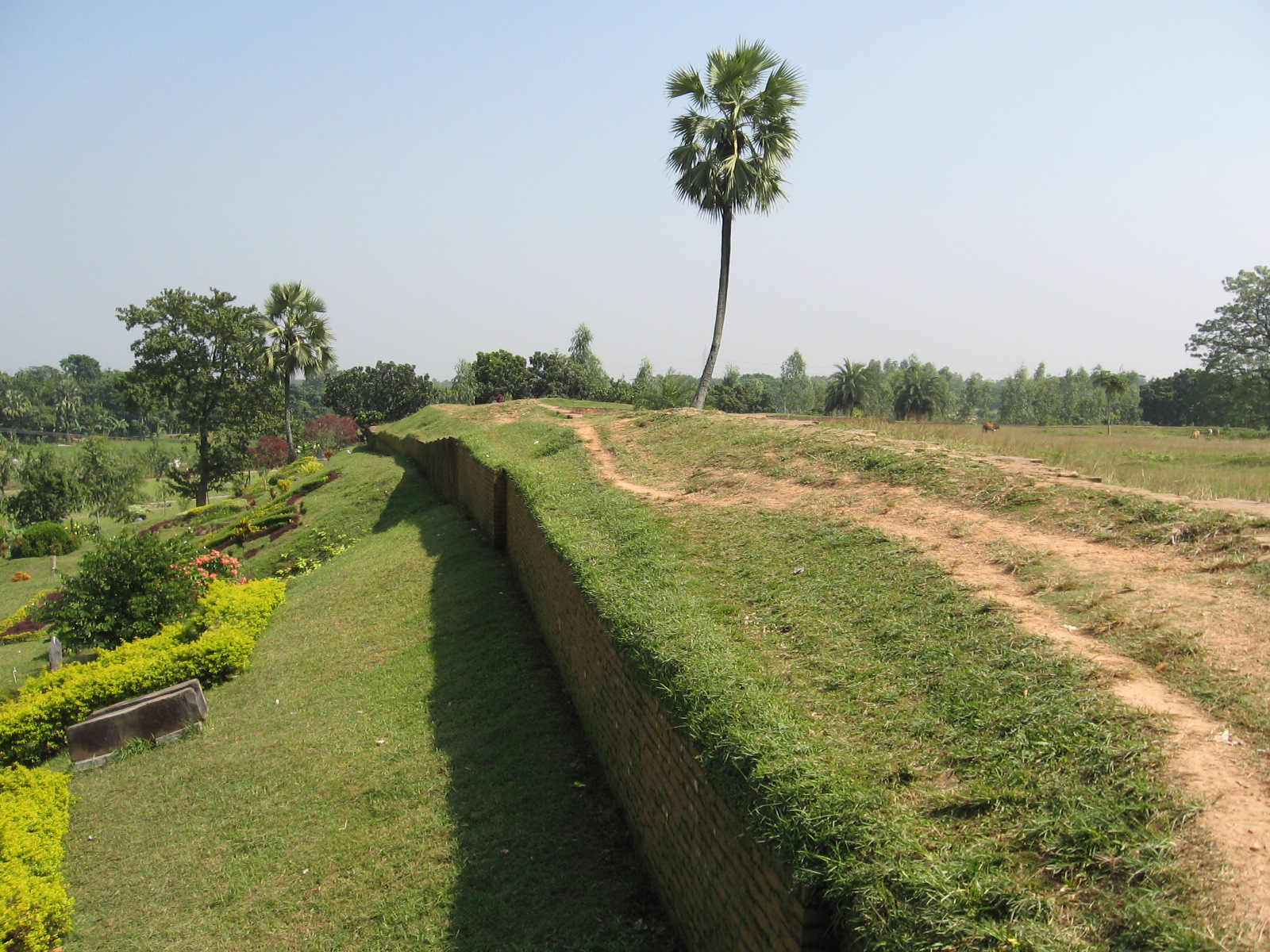
Магастханґарг є найстарішим археологічним місцем у Бангладеш. Датується 300 роком до н. е. і був стародавньою столицею Королівства Пундра.

Магастханґарг (бенг. মহাস্থানগড়, Môhasthangôṛ) — одна з найдавніших міських археологічних пам'яток, виявлених на цей час у Бангладеш. Село Магастхан у Шибґандж-упазіла район Богра містить залишки стародавнього міста, яке називалося Пундранагара або Паундравардганапура на території Пундравардгана. Знайдена в 1931 році вапнякова плита з шістьма рядками на пракриті шрифтом брагмі, що фіксує надання землі, датує Магастханґарг принаймні 3-м століттям до н. е. Це було важливе місто в імперії Маур'їв. Укріплений район використовувався до VIII століття нашої ери.

## Етимологія
Магастхан означає місце, яке має чудову святість, а ґарг означає фортецю. Магастхан вперше згадується в санскритському тексті 13 століття під назвою Валлалчаріта. Він також згадується в анонімному тексті Karatoya Mahatmya, випадково поміщеному у 12-13 століття. У цьому ж тексті також згадуються ще дві назви, що означають те саме місце — Пундракшетра, земля Пундр, і Пундранаґара, місто Пундр. У 1685 році в адміністративному декреті це місце згадувалося як Мастанґарг на суміші санскриту та перської мови означає укріплене місце благодатної особи. Подальші відкриття підтвердили, що попередня назва була Пундранаґара або Паундравардганапура, а нинішня назва Магастханґарга походить пізніше.

## Географія
Магастханґарг (Пундранагар), стародавня столиця Пундравардгани, розташована за 11 км (6,8 миля) на північ від Богри на шосе Богра — Рангпур, з під'їзною дорогою (пролягає вздовж східного боку валів цитаделі на 1,5 км), що веде до Джахаджгати та музею. Дорога автобусом до Богри з Дакки займає 41⁄2 годин і проходить мостом Бангабандху Джамуна через річку Джамуна. Автобуси доступні з Богри до Магастханґарга. Для місцевого пересування є рикші. У Дакці/Богрі можна орендувати транспорт. Житло доступне в Богрі. Подорожуючи на орендованому автомобілі, можна повернутися в Дакку того ж дня, якщо хтось не планує відвідати Сомапура Магавігару в Пахарпурі в районі Наогаон та інших місцях або зайнятися детальним дослідженням.
Вважається, що місце для міста в цьому районі обрали тому, що це одна з найвищих областей Бангладеш. Землі в області майже 36 метрів (118 фут) над рівнем моря, тоді як Дакка, столиця Бангладеш, лежить приблизно на 6 метрів (20 фут) над рівнем моря. Іншою причиною вибору цього місця було положення та розмір річки Каратої, яка ще в 13 столітті була втричі ширша за Ганг.
Магастханґарг стоїть на червоному ґрунті району Барінд, який трохи піднесений у межах переважно алювійної зони. Висота від 15 до 25 метрів над навколишніми територіями робить його відносно вільною від паводків фізико-географічною одиницею.

## Відкриття
Кілька особистостей сприяли відкриттю та ідентифікації руїн у Магастханґаргу. Френсіс Б'юкенен Гамільтон був першим, хто знайшов і відвідав Магастханґарг у 1808 році, C.J.О'Доннелл, E.V.Вестмакотт і Беверидж слідували. Олександр Каннінгем був першим, хто визначив це місце як столицю Пундравардгани. Він відвідав це місце в 1879 році.
19 квітня 2004 року The Daily Star повідомила, що місцеві жителі грабують цеглу та цінні речі з місця. Вони також будували на цьому місці домівки, ігноруючи державні постанови.

## Цитадель
Цитадель (див. карту поруч), укріплене серце стародавнього міста, прямокутної форми в плані і має розміри приблизно 1,523 кілометра (0,946 миля) завдовжки з півночі на південь і 1,371 кілометра (0,852 миля) зі сходу на захід, із високими і широкими валами в усіх його крилах. Площа цитаделі становить приблизно 185 га. Річка Каратоя, колись могутня річка, а тепер невеликий струмок, тече на сході.
До 1920-х років, коли почалися розкопки, внутрішня частина цитаделі була вище навколишніх територій більш ніж на 4 метри й усіяна декількома піднесеними ділянками землі. Вал був схожий на вкритий джунглями глинобитний вал із вимушеними отворами в кількох точках. Вал був на 11—13 метрів (36—43 фут) вищий за навколишню територію. У її південно-східному куті стояла мажара (свята могила). Там же була пізніша мечеть (збудована в 1718—1719 рр.).
Зараз усередині укріплень є кілька курганів і будівельних залишків. Серед них варто відзначити такі: Джіат Кунда (колодязь, який, згідно з легендами, має життєдайну силу), Манкалір Дгап (місце, освячене Манкалі), Парасурамер Басґріга (палац короля на ім'я Парасурам), Байраґір Бгіта (палац жіночий відшельник), Ходар Патхар Бгіта (місце каменю, подароване Богом) і Мунір Гон (бастіон). У різних точках є кілька брам: Ката Дуар (на півночі), Дораб Шах Торан (на сході), Бурір Фатак (на півдні) і Тамра Даваза (на заході). У північно-східному куті є сходи (пізніше доповнення), які називаються Джагаджгата. Трохи за ними і на березі Каратої розташований Говінда Бгіта (храм, присвячений Говінді). Перед ним розташований музей, де представлені деякі репрезентативні знахідки. Поряд будинок відпочинку.

## Передмістя цитаделі

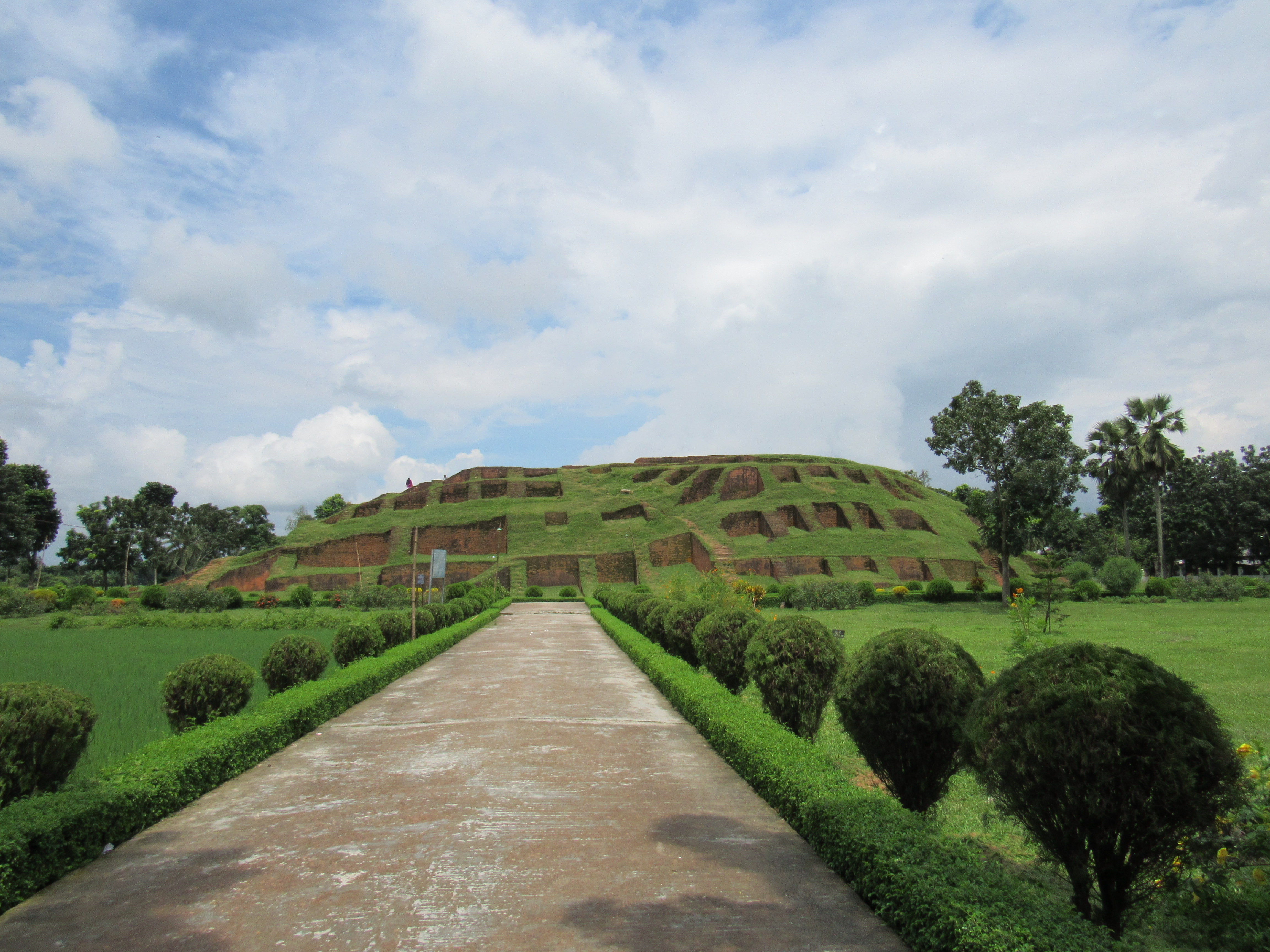
Ґокул Медг, Богра

Окрім укріпленої території, на площі радіусом 9 км є близько сотні курганів. (Див. карту поруч).
Розкопані кургани:
1. Ґобіндо Бгіта, храм поблизу північно-східного кута цитаделі
2. Хульнар Дгап, храм 1 км на північ від цитаделі
3. Мангалкот, храм в 400 м на південь від Хульнар Дгапа
4. Ґодайбарі Дгап, храм 1 км на південь від Хульнар Дгапа
5. Тотарам Пандітер Дгап, монастир 4 км на північний захід від цитаделі
6. Норопотір Дгап (Вашу бігара), група монастирів 1 км на північний захід від Тотарам Пондітер Дгап (це, як кажуть, місце розташування По-ші-по Бігара, згадане Сюаньдзаном (Хіен Цаном))
7. Ґокул Медг (Локіндорер Башор Гор), храм 3 км на південь від цитаделі
8. Шкондер Дгап, храм 2 км на південний схід від Ґокул Медг

Основні нерозкопані кургани:
1. Шиладебір Ґгат
2. Чунору Діґгі Дгап
3. Кайбілкі Дгап
4. Джурайнтала
5. Порошурамер Шобгабаті
6. Балай Дгап
7. Прочир Дібі
8. Канчір Гарі Дгібі
9. Логонар Дгап
10. Худжар Дгап
11. Дошатина Дгап
12. Донікер Дгап
13. Мондирір Дорга
14. Бішмордана Дгібі
15. Малінар Дгап
16. Малпукурія Дгап
17. Джоґір Дгап
18. Підмобгатір Дгап
19. Канай Дгап
20. Дулу Моджгір Бгіта
21. Подда Дебгір Бгіта
22. Растала Дгап
23. Шошітола Дгап
24. Донбандгор Дгап
25. Чадер Дгап
26. Шіндінат Дгап
27. Шалібагон Раджар Качарібарі Дгіпі
28. Качерова Ангіна
29. Монголнатер Дгап
30. Чхоуто Тенґра/ Бабур Дгап/ Кетар Дгап

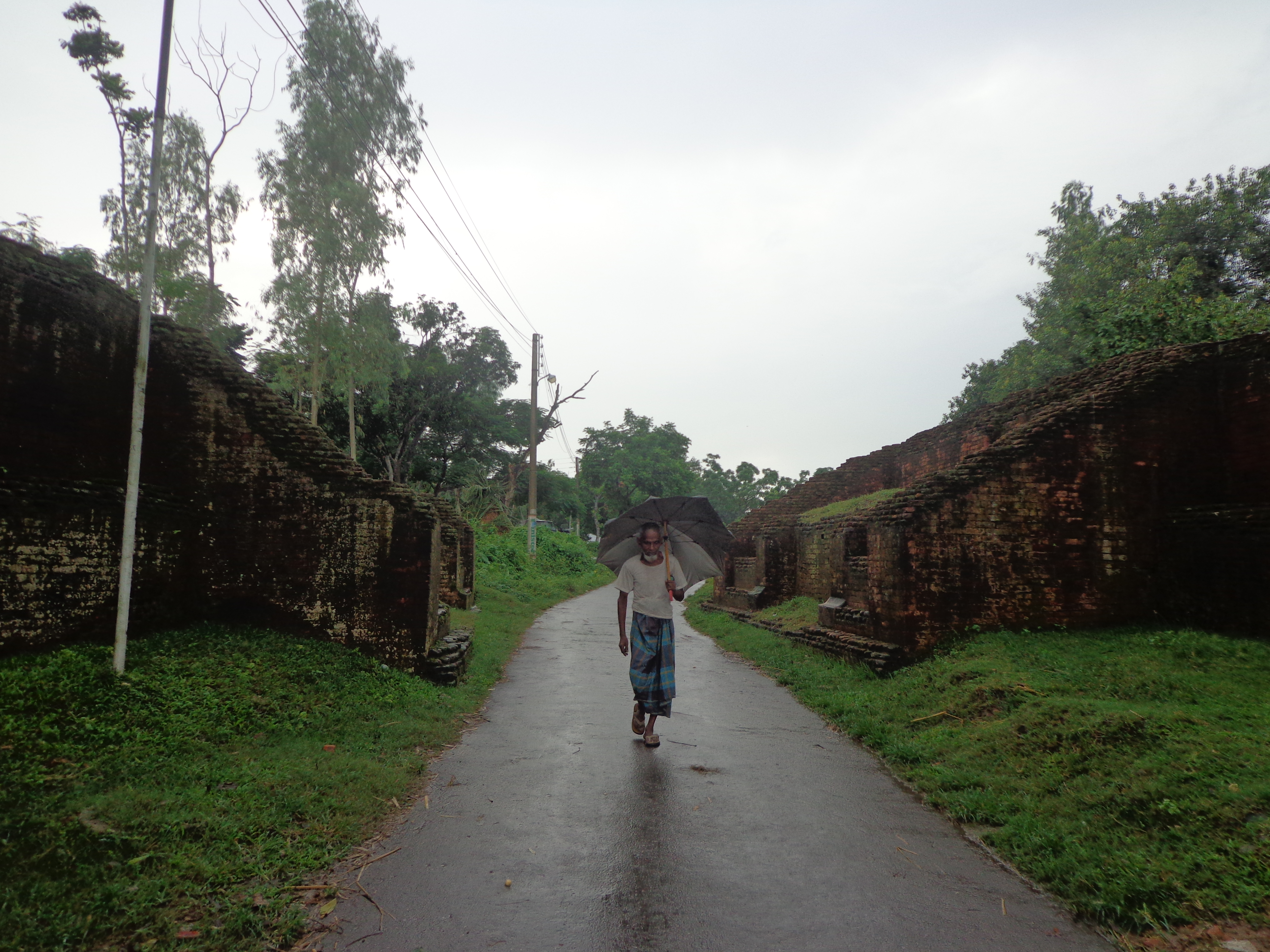
Вхід у Магастханґарг

31. Вхід у Магастханґарг Боро Тенґра/ Шон'яшир Дгап

## Розкопки
Систематичні археологічні розкопки Магастханґаргу вперше були розпочаті в 1928–29 роках під керівництвом К. Н. Дікшіта з Археологічної служби Індії. Були досліджені райони навколо Джагаджгати, Мунір Гон і Байрагір Бгіта. Розкопки були відновлені в 1934–36 роках у Байрагір Бгіта та Ґовінда Бгіта. Розкопки проводилися в 1960-х роках навколо Мажару, Парасурамера Прасаду, Манкаліра Дгапу, Джіата Кунду та в частині північного валу. На наступному етапі розкопки проводилися спорадично в частинах східного та північного валів, але остаточний звіт ще не опубліковано. У період 1992—1998 рр. розкопки проводилися в районі, що лежить між Байрагір Бгіта та брамою, відкритою в 1991 р. як спільне підприємство Бангла-Франко, яке зараз перебуває на другому етапі з розкопок навколо мажару на західному боці цитаделі.

## Рухомі старожитності

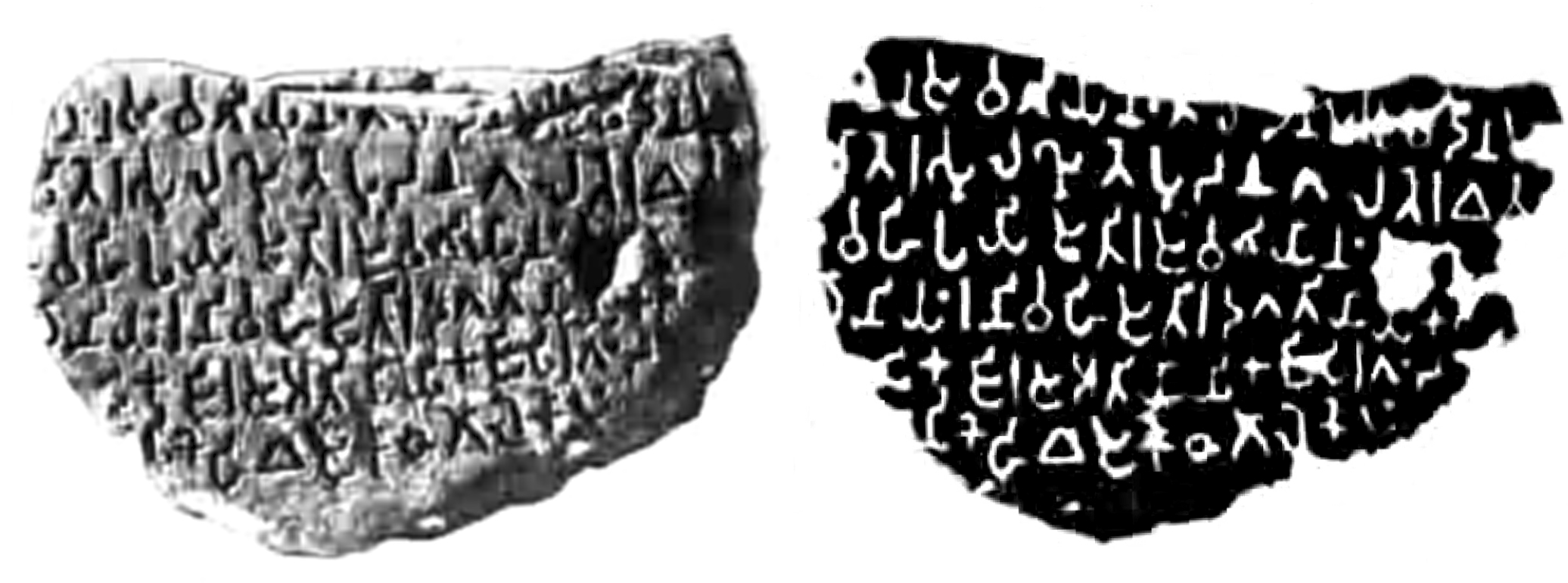
Магастханський напис періоду Маур'я мовою брагмі про надання землі.

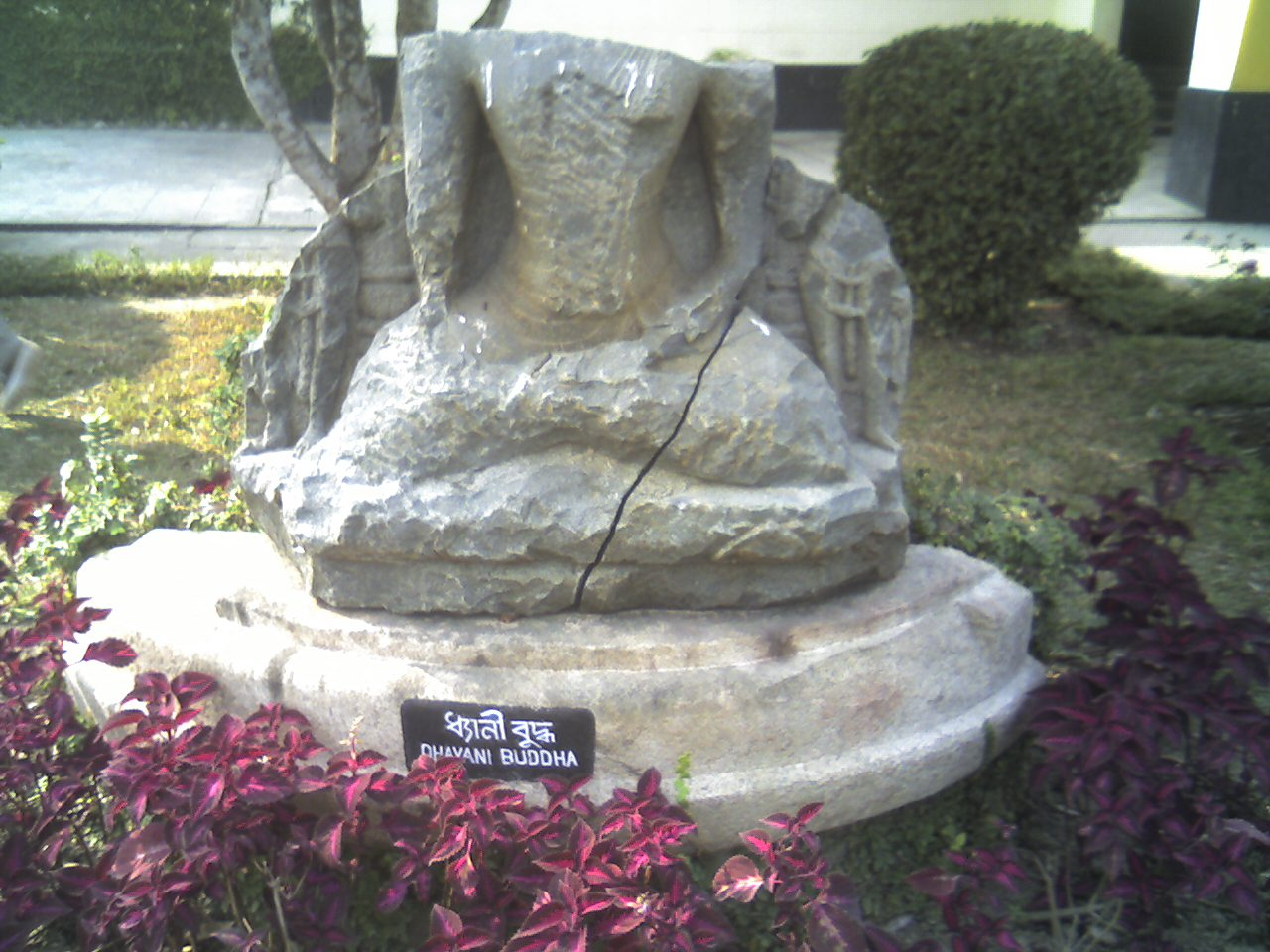
Скульптура Будди

Розкопки призвели до відновлення великої кількості предметів, деякі з яких перераховані тут.
Написи: A 4.4 см х 5,7 см вапнякова плита з шістьма рядками на пракриті шрифтом брагмі, випадково виявлена поденним робітником у 1931 році, була важливою знахідкою. Схоже, що текст є королівським наказом Магада, можливо, під час правління Ашоки. Він датує стародавність Магастханґарга 3 століттям до нашої ери. Арабська написна плита 1300—1301 рр., виявлена в 1911—1912 рр., згадує спорудження гробниці на честь Нумара Хана, який був Мір-і-Багаром (лейтенантом військово-морського флоту). На перській плиті з написом 1718—1719 років зазначено про будівництво мечеті під час правління імператора Великих Моголів Фаруксіяра.
Монети. Монети, позначені срібною пуншацією, датуються періодом між 4 століттям до нашої ери та 1–2 століттями нашої ери. Знайдено кілька мідних литих монет без написів. Повідомлялося про дві монети періоду Ґупта з сусіднього села під назвою Ваманпара. Знайшли також монети, що належали султанам XIV—XV століття та Британській Ост-Індській компанії.
Кераміка: переважно представлена великою кількістю черепків.
Скульптура: кам'яна скульптура Будди 5-го століття, знайдена з Васу Вігара, кам'яна скульптура Локешвара, що демонструє поєднання Вішну та Авалокітешвари, врятована з сусіднього села Намуджа, ряд дверних рам, стовпів і перемичок з пісковику (датуються 5–12 століттями), численні бронзові скульптури Будди, датовані 10–11 століттями, теракотова Сур'я, знайдена в Манкалір Бгіта, та багато інших предметів.
Теракотові таблички: виявлено кілька теракотових табличок.
Багато з них виставлені в музеї, який працює з неділі по четвер влітку: 10 ранку до 6 вечора, взимку: 9 ранку до 5 вечора. Перерва: 1–2 вечора, п'ятнична перерва з 12:30 до 14:30, відкриття о 9:00 влітку, інший час той самий. Літній графік із 1 квітня по 30 вересня, зимовий з 1 жовтня по 30 березня. Книги про Магастханґарг та інші археологічні пам'ятки в Бангладеш (бенгальською та англійською мовами) доступні у квитковій касі музею.

## Основні моменти деяких розкопок

### Усередині цитаделі
Байраґір Бгіта: побудовано/реконструйовано в чотири періоди: 4–5 століття нашої ери, 6–7 століття, 9–10 століття та 11 століття. Розкопки виявили збіднені руїни основи, схожі на храми. Знайдено дві скульптурні колони з пісковику.
Ходарпатхар Бгіта: знайдено деякі шматки каменю, вирізьблені трансцендентним Буддою разом із відданими в анджалі (що стоять на колінах зі складеними руками).
Парасурамер Прасад: містить залишки трьох періодів поселення — знахідки 8 століття нашої ери становлять камінь Вішнупатта періоду Пала, знахідки 15-16 століття становлять деякі глазуровані шматки мусульманського походження, а третій період виявив дві монети Британської Ост-Індійської компанії, випущені в 1835 і 1853 рр.
Манкалір Дгап: були виявлені теракотові пластини, бронзовий Ганеша, бронзовий Гаруда тощо. Виявлено руїни основи 15-купольної мечеті (XV—XVI ст.).
Спільне підприємство Бангла-Франко: розкопки виявили 18 археологічних шарів, починаючи з 5 століття до нашої ери до 12 століття нашої ери, аж до незайманого ґрунту на глибині приблизно 17 м.

### За межами цитаделі
Ґовінда Бгіта: розташований 185 м на північний схід від Джагаджгати і навпроти музею. Залишки датуються 3 століттям до нашої ери до 15 століття нашої ери. Виявлено фундаменти двох храмів.
Тотарам Пандітер Дгап: розташований у селі Вігара, приблизно 6 км на північний захід від цитаделі. Виявлено залишки споруд зруйнованого монастиря.

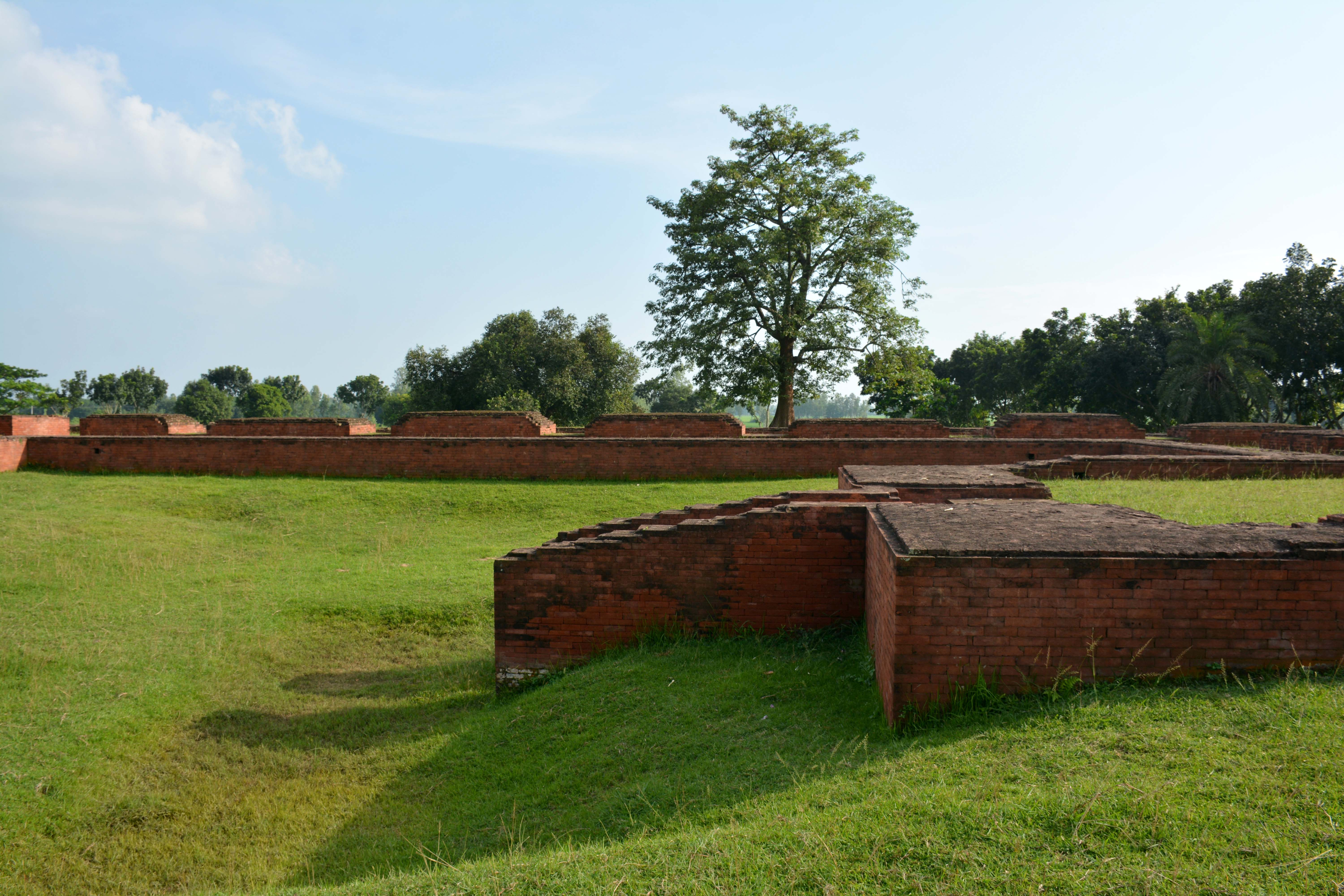
Нарапатір Дгап (Васу Бігар)

Нарапатір Дгап: розташований у селі Басу Вігара, 1,5 км на північний захід від Тотарам Пандітер Дгап. Виявлено фундаменти двох монастирів і храму. Каннінгем ідентифікував це місце як місце, яке відвідав Сюаньдзан (Хіуен Цан) у 7 столітті нашої ери.
Ґокул Медг: також відомий як Бегулар Басар Ггар або Лакшіндарер Медг, розташований у селі Ґокул, 3 км на південь від цитаделі, біля дороги Богра — Рангпур, з'єднаної вузькою автомобільною дорогою приблизно 1 км. Розкопки 1934—36 виявили терасовий подіум із 172 прямокутними глухими осередками. Датується 6–7 ст. Місцева міфологія пов'язує його з легендарним Лакшміндара-Бегула. У селі Ґокул також є кілька інших розкопаних курганів Канср Дгап.
Скандгер Дгап: розташований у селі Баґгопара на дорозі Богра — Рангпур, 3,5 км на південь від цитаделі знайдено пісковик Картикеї та виявлено структурні залишки пошкодженої будівлі. Вважається, що це залишки Скандга Мандіри (храму, присвяченого Картикеї), згаданого в Каратоя Магатмія, а також у Раджатарангіні Калгана, написаному в 1149—1150 роках. Є також згадки про Скандгнагару як про передмістя Пундранагари. У селі Багопара є ще три кургани.
Хулнар Дгап: розташований у селі Ченгіспур, 700 м на захід від північно-західного кута цитаделі виявлено залишки храму. Курган названий на честь Хуллани, дружини Чанда Садагара.
Із теперішніх знахідок можна зробити висновок, що в Магастханґаргу існувало місто під назвою Пундравардгана з величезним передмістям навколо нього з усіх боків, крім сходу, де колись протікала могутня Каратоя. Очевидно, що передмістя Пундравардгани простягалося принаймні до Баґгопари на південному заході, Ґокула на півдні, Ваманпари на заході та Секендрабаду на півночі. Однак план міста та більша частина його історії ще належить розкрити.

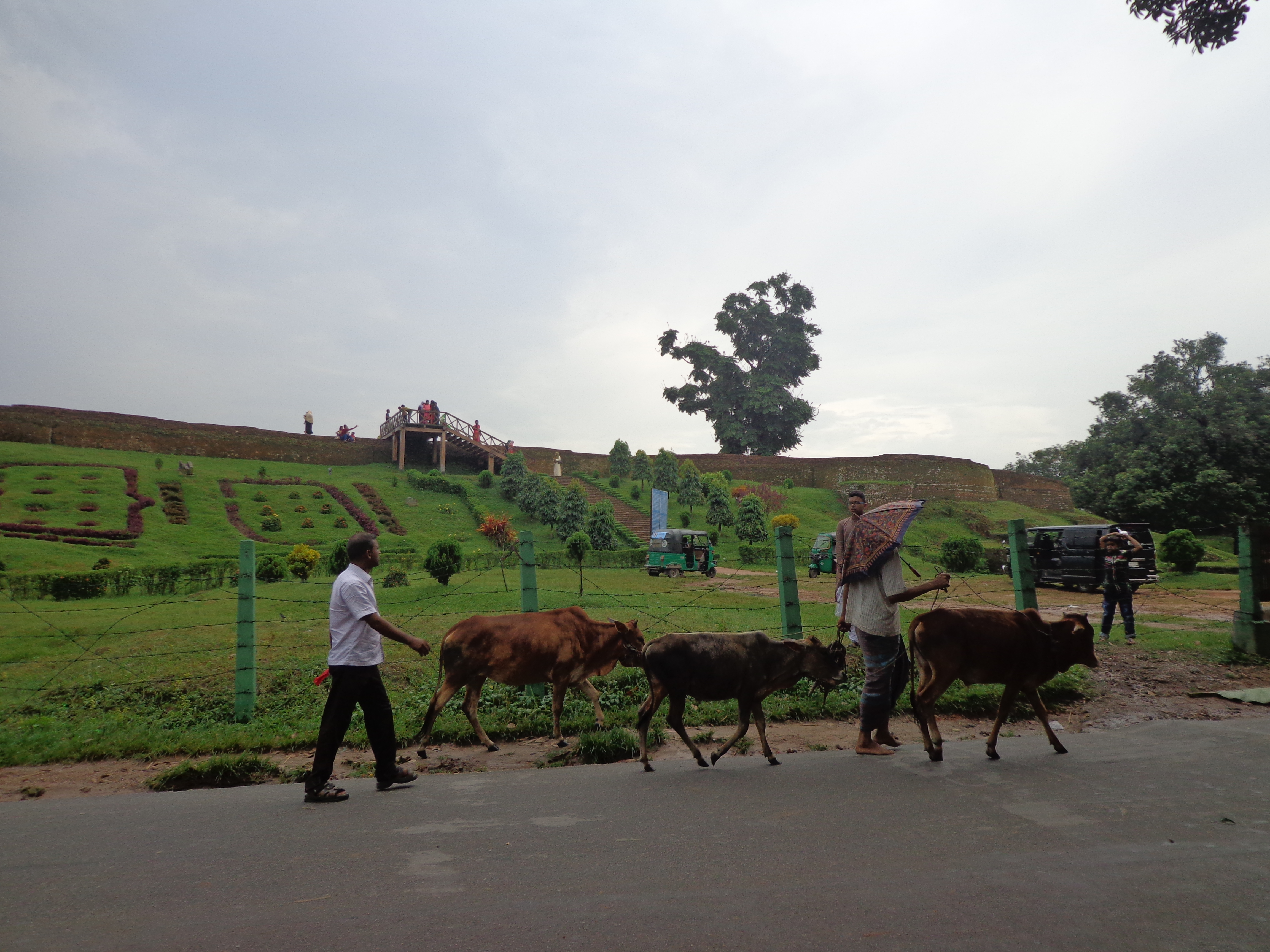
Вид звіддаля на стіни Магастханґаргу

Бгімер Джанґал. Ця добре відома набережна починається від північно-східного кута міста Богра й тягнеться на північ приблизно 30 миль до болотистого місця під назвою Дамукдагер біт, під поліцейською дільницею Ґовіндагандж (район Рангпур), і кажуть, що нафта надходить до Ґорагат. Він зроблений із червоної землі місцевості і зберігає місцями навіть зараз висоту 20 футів над рівнем околиць. Від Даулатпура (на північний захід від Магастхан-гарга) до Газарадіґгі (на південний захід від нього) понад три милі. Приблизно в милі на південь від Газрадіґгі потік Субіл наближається до джангалу і тече вздовж нього до міста Богра.
Деякі люди вважають, що Субіл — це рів, утворений копанням землі для джангалу, але оскільки на північній частині Субіла немає насипу, який зараз називається Атонала та який зливається в Калідага біл; на північ від Магастхан-ґаргу О'Доннелл, ймовірно, мав рацію, кажучи, що Субіл являє західну з двох гілок, на які розділяється Каратоя над Магастханом.
На ділянці Богра — Хазрадіґгі джангалу є два поперечні насипи, що спускаються до Каратої, близько 2 милі і 4 милі відповідно на північ від міста Богра, і є діагональна набережна, що з'єднує ці поперечні зв'язки, а потім тягнеться вздовж Каратої, доки не зустрінеться з головною набережною біля Богри.
Схоже, що цей джангал або насип мав військовий характер і був споруджений для захисту країни на сході. Рев Магастхану може бути пов'язаний із розмиванням насипу або наявністю природного захисту долотом.
Бгіма, якому приписують набережну, можливо, був вождем Кайварти одинадцятого століття, який, згідно з Рамчарітам, правив Варендрою після свого батька Рудраки та дядька Дівйоки, які скинули короля Магіпалу II з династії Пала. Бгіма, у свою чергу, зазнав поразки в битві та виставив рахунок Рамапала сину Магіпала.
Джогір Бгабан на південний захід від Багтагалі (поза Чак Баріапарою) і близько 3 милях на захід від дороги Кхетлал є поселення секти натха саньясі шайва, відоме як Йогір-бгаван, утворюючи східну частину села Арора. Розповідь про це поселення наведено Beveridge, J.:1. ST, 1878; стор. 94. Він займає приблизно стільки-то великих земель і є штаб-квартирою секти, з яких є філії в Йогігофі та Горакх-куї, обидва в районі Дінаджпуру, колишній у його південно-західній частині приблизно 5 милі на захід від Пагарпура, JASB1875, с. 189, а остання в його північно-західній частині близько 4 милях на захід від Некмардана.
Святині в Йогір-бгавані розташовані в південно-західному куті огородження або мату. Одна з них, яка називається Дгармма-дунгі, містить напис на цеглі, який читає scrvva-siddha sana 1148 Sri Suphala … (рік =1741 нашої ери). "Перед ним є інша святиня під назвою «Гадігар», де цілодобово горить вогонь. Поза огородженням є чотири храми, присвячені відповідно Калабгайраві, Сарвамангала Дурзі та Горакшанатхі. У храмі Калабгайрава міститься дива лінга та цегляний напис із написом Шрі Рамасіддга сана 1173 сала (=1766 нашої ери) достатньо Шрі Джаянатха Нара-Нараяна. Храм Сарвамангала містить три зображення Гара-Гаурі, одне — Магішамардіні, фрагмент плити Ашта-матріка, фрагмент триликої жіночої фігури, ймовірно, Ушнішавіджави (Садганамала; II. табл. XIV) і чотири-озброєна жіноча фігура, що грає на віні (очевидно, Сарасваті, але тут їй поклоняються як Сарвамангалі). Над входом є напис із цегли, який читає 1089 Мегер Натха Садака Шрі Абгірама Мегетара (рік = 1681 нашої ери). У храмі Дурги є кам'яне зображення Чамунди, а в Горакшанатха — Шива лінга. Біля останнього храму є три цегляних самадгі.
Арора На південний захід від Дадгісугару і стоїть на Масандігі, у селі Арора; Салван Раджар барі згадується під БаҐгалі. Цей Сільван, можливо, може бути таким же, як цар Салаваган, син Сагіла-деви з напису Чамба, який отримав титул Карі-гата-варша (= гунджара-гата-варша ?) (RC Majumdar, vange kambojadhikara,' vanga-rani, Chaitara, 1330.BSp 251, інд. Муравей, XVII.pp. 7–13). Беверідж посилається на цей курган в JA. SB, 1878, стор 95.
Здається, це ім'я Сагіла знову зустрічається в Сагіладітья лакшмам у вірші 10 напису Сілімпліра (Ep. Ind, XIII, стор. 291). Якщо ця ідентифікація правильна, тоді слово kaunjanraghatacarshcna в написі на камені Бангарг (Gauda-raja-mala, стор. 35) насправді є титулом або вірудгою Гудапаті з роду Кумбоджа, а не датою напису.
Теґгар на північ від Чанднії, що дорога огинає біл і приходить до села Теґгар, яке виступає в біл. Приблизно тут кілька курганів; наприклад, Нарас¬патір дгап. Качер Анґіна (або засклений двір, термін, застосовуваний до багатьох руїн у цих частинах) тощо. Найбільший із цих курганів, Мангал-натер дгап (рис. 6), розташований поблизу точки, від якої відгалужується дорога до Бігару. Кажуть, що на цьому місці були знайдені теракотові таблички, а також кам'яні зображення, але всі вони були передані сусіднім дігі.
Роджакпур рухаючись на захід дорогою від Ґокула до Гаріпура, ми переходимо в західний рукав останнього села, про яке вже згадувалося, і зустрінимося з дорогою Богра — Кхетлал біля капелюха Чанднія. На захід від Гаріпура та на південь від Сомрай Біла є село Роджакпур, до якого, як уже сказано, простягається піднесена місцевість від капелюха Чанднія. На цьому місці є два кургани, що називаються відповідно Чандбгіта. (ймовірно, мається на увазі легенда про Манасу) і Дганбгандар. Трохи далі на захід є другий курган під назвою Сінгінат Дгап.
Матхура На схід від Буманпари, простягаючись до Ґарга на сході та Калідаги на півночі, розташоване село Матхура, в якому є кілька резервуарів, а на хребті, що виходить на рів Гілатала, два кургани під назвою Парасурамер Сабгабаті та Йогір Дгап.

## Загрози Магастханґаргу
У звіті 2010 року під назвою «Врятувати нашу зникаючу спадщину» Фонд глобальної спадщини визначив Магастханґарг одним із 12 місць у всьому світі, які найбільше «на межі» непоправних втрат і пошкоджень, указавши головними причинами недостатнє управління (зокрема, поганий дренаж води) і грабунок.

## Фольклор
Існує місцева легенда про те, що Шах Султан Балгі Магісавар прибув до Пундравардгани в одязі факіра (святого містичного розносника ісламської філософії) верхи на рибі. (Магісавар — це перське слово, що означає «людина, яка їздить верхи на рибі»). Приїхав із свити з Балха в Афганістані. Період його прибуття змінюється у 5 століття нашої ери, 11 століття нашої ери та 17 століття нашої ери. У той час був король на ім'я Парасурам з резиденцією та палацом у Магастханґаргу. Магісавар попрохав у Парасурама про ділянку землі, щоб розстелити його молитовний килимок, на якому він міг молитися. Прохання задовольнили, але молитовний килимок почав розширюватися, щойно його поклали на землю. Коли молитовний килимок досяг території навколо палацу, збентежений Парасурам оголосив війну. На початку битва, здавалося, була на користь Парасурама. Сміттяр Гарапала повідомив Магісавару, що було важко перемогти королівські війська через басейн під назвою Джіат Кунда. Мертвий солдат, який купався у водах Джіат Кунди, ожив. Дізнавшись про це, Магісавар попросив шуличного кинути шматок яловичини в Джіат Кунда. Коли це зробили, пул втратив свої повноваження. Царські війська були на межі поразки. Командувач королівськими військами Чілган з великою кількістю своїх послідовників перейшов до Магісавару. Після цього Парасурам і багато членів королівської родини покінчили життя самогубством. Існує багато варіантів цієї історії, деякі з яких продаються в буклетах бенгальською мовою в Магастханґарг/Пундравардгана та навколо нього.

## Деякі стародавні порівняння
Магастханґарг датується принаймні 3-м століттям до нашої ери і визнано найдавнішим містом-пам'яткою, виявленим досі в Бангладеш. Сомапура Махавіхара в Пагарпурі в районі Наогаон колись був найбільшим буддійським монастирем на південь від Гімалаїв. Він датується 8 століттям нашої ери. Руїни Майнаматі в районі Комілла датуються 6–13 століттями нашої ери. У сусідній Західній Бенгалії руїни Панду Раджар Дгібі на березі річки Аджай у районі Бардгаман датуються 2000 р. до н. е. Однак це нещодавнє археологічне відкриття ще не вивчили належним чином експерти й фахівці в цій галузі, і тому історичну цінність багатьох заяв слід вважати невизначеною. Руїни в Чандракетуґарг південні 24 паргани і Раджбадіданґа в районі Муршидабад датуються ранніми роками християнської ери.

## Буддійські вігари
- Сомапура Вігара
- Галуд Вігара
- Васу Вігара
- Ананда Вігара
- Сітакот Вігара[20]

## Галерея

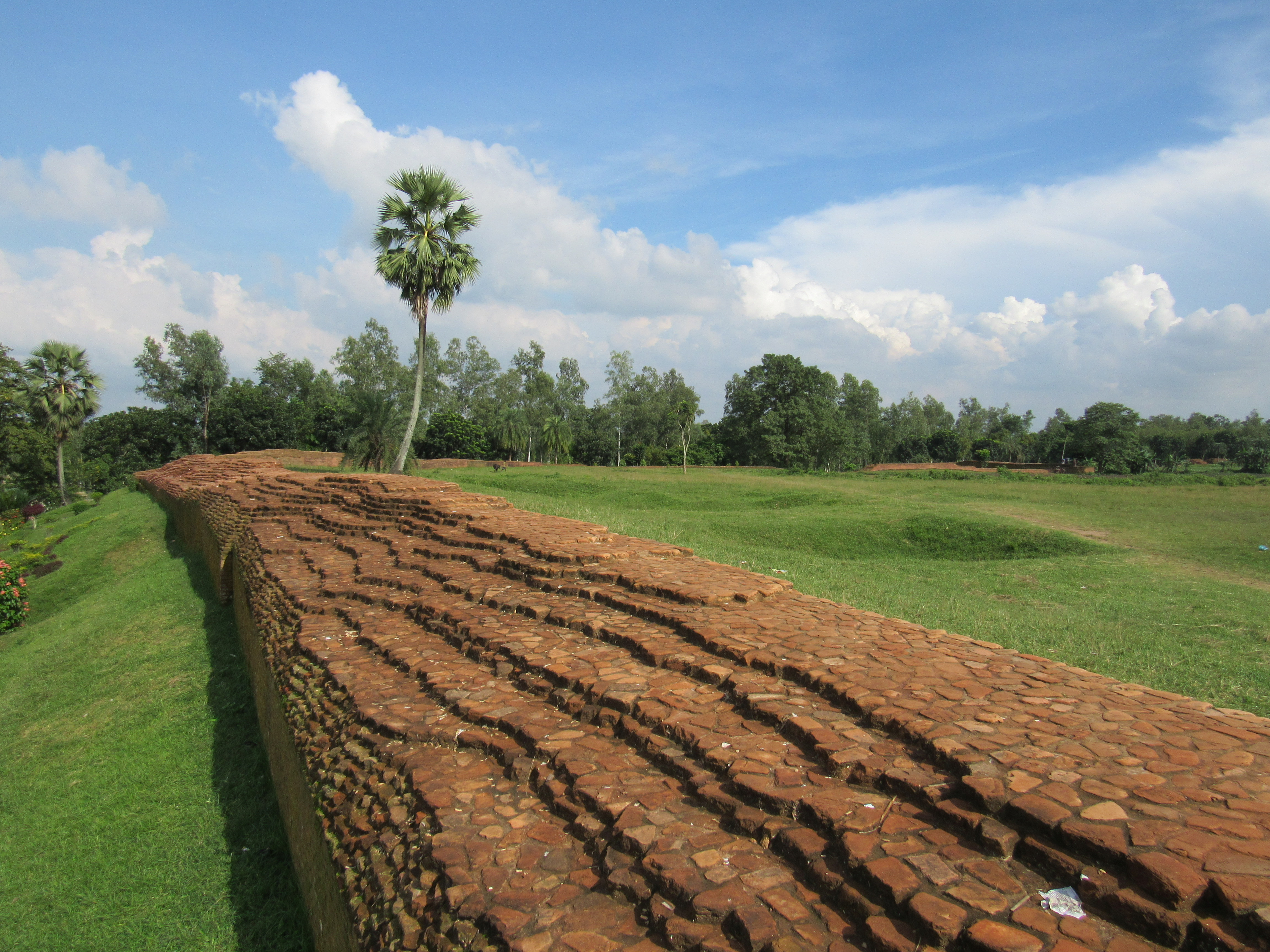
Прикордонна стіна Магастханґаргу
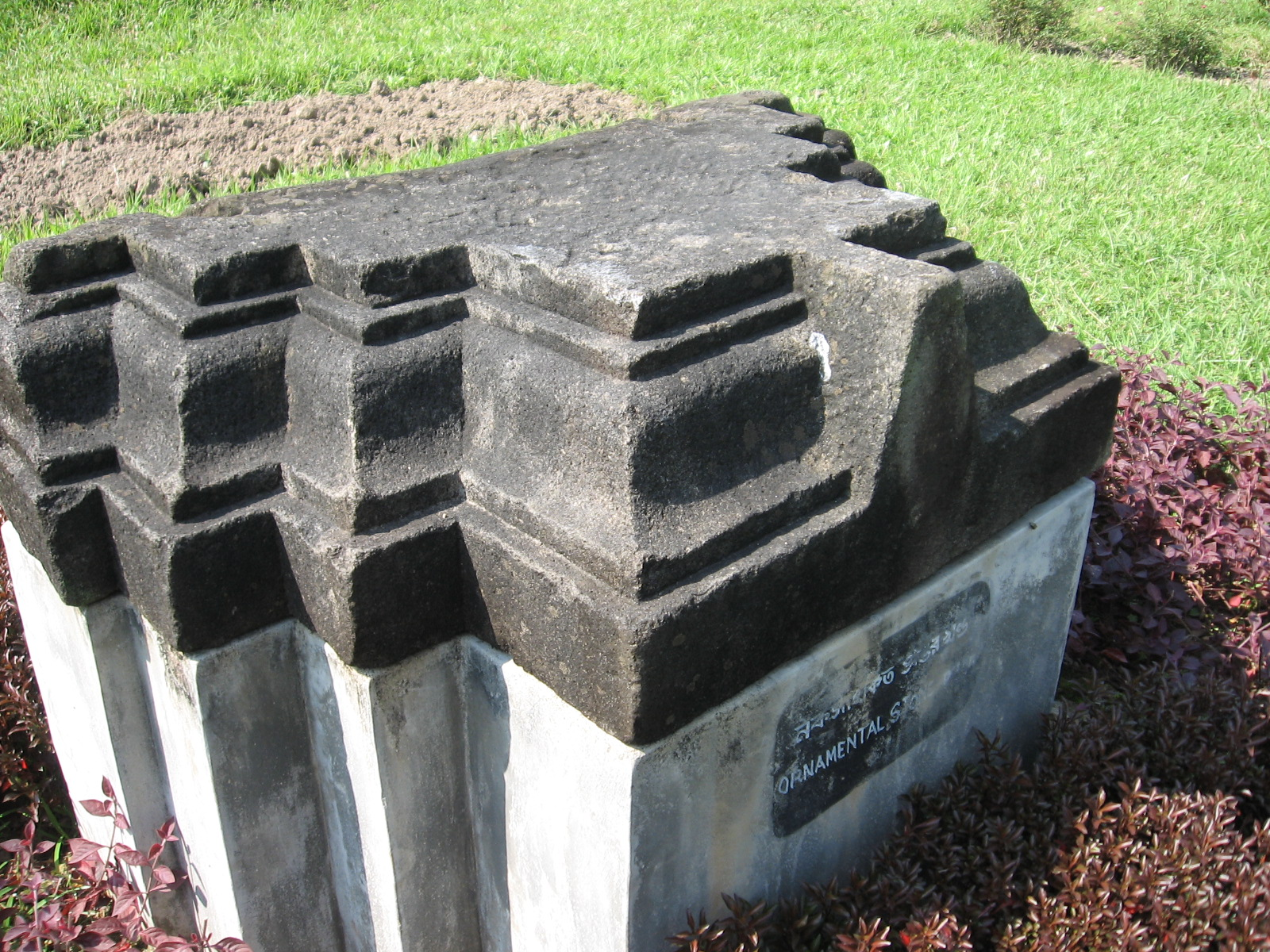
Декоративне різьблення по каменю на виставці в Магастханґаргу
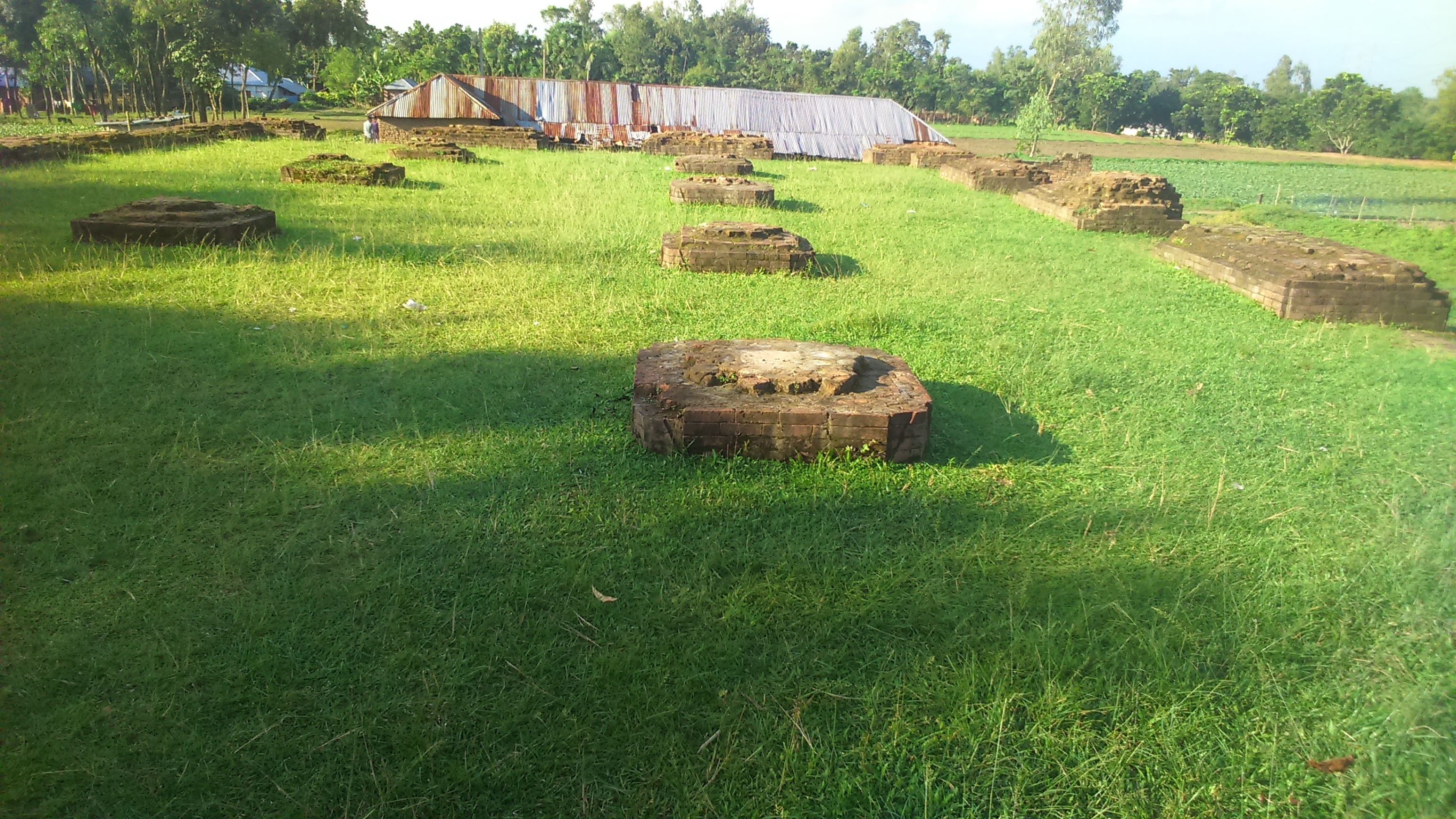
Курган Манкалір
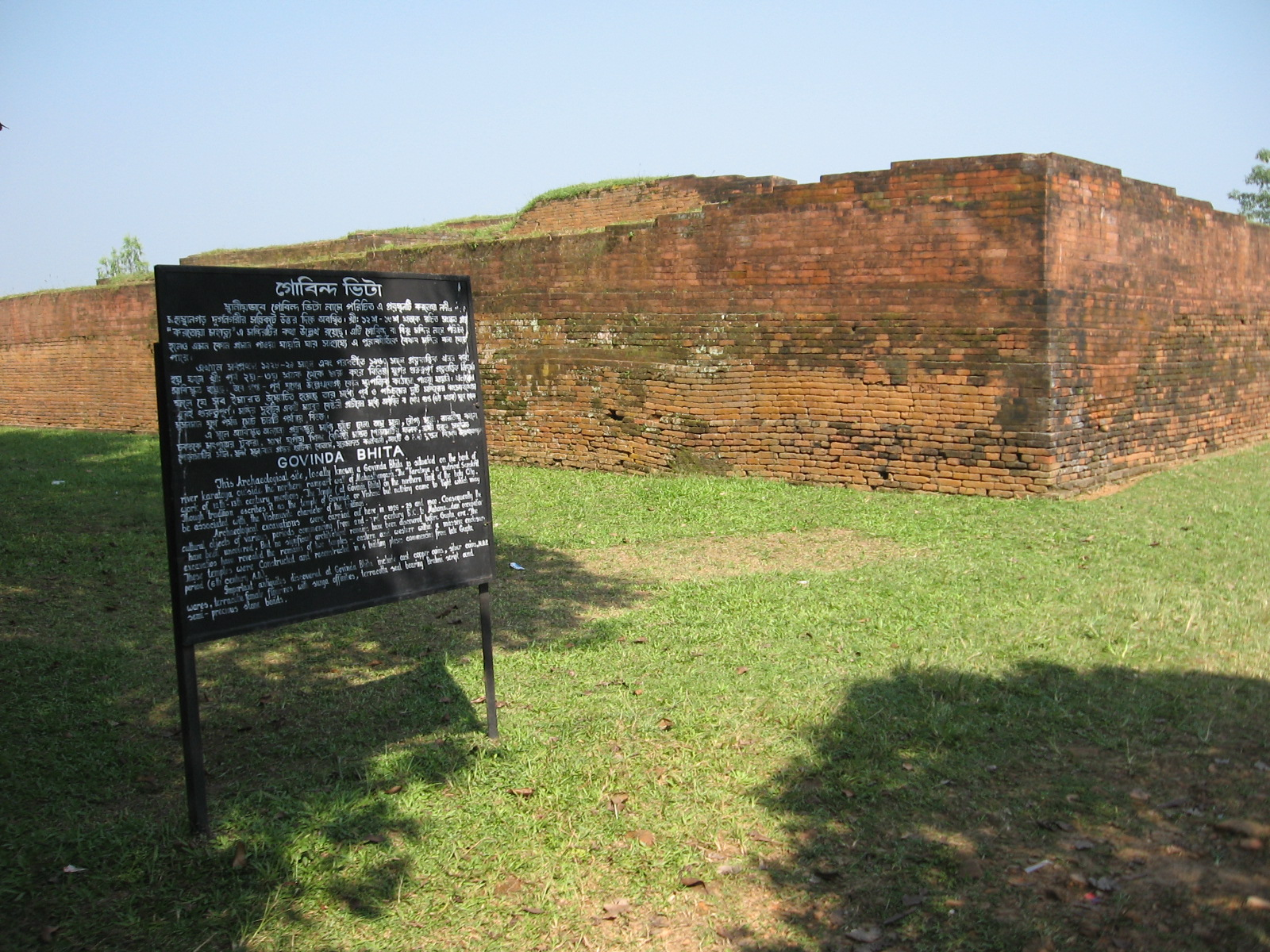
Ґовінда Бгіта біля цитаделі Магастханґарг
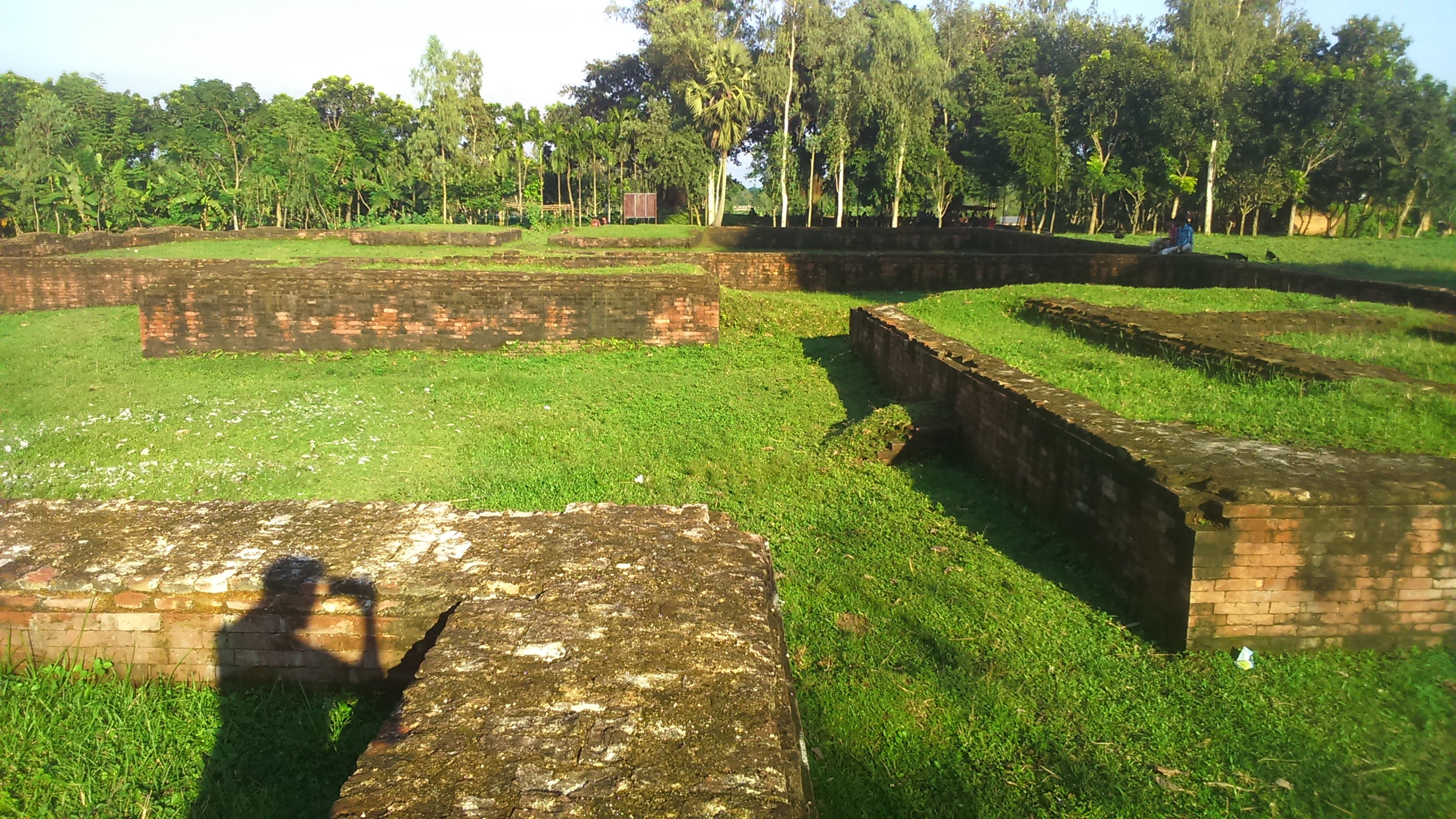
Місце Паршурам
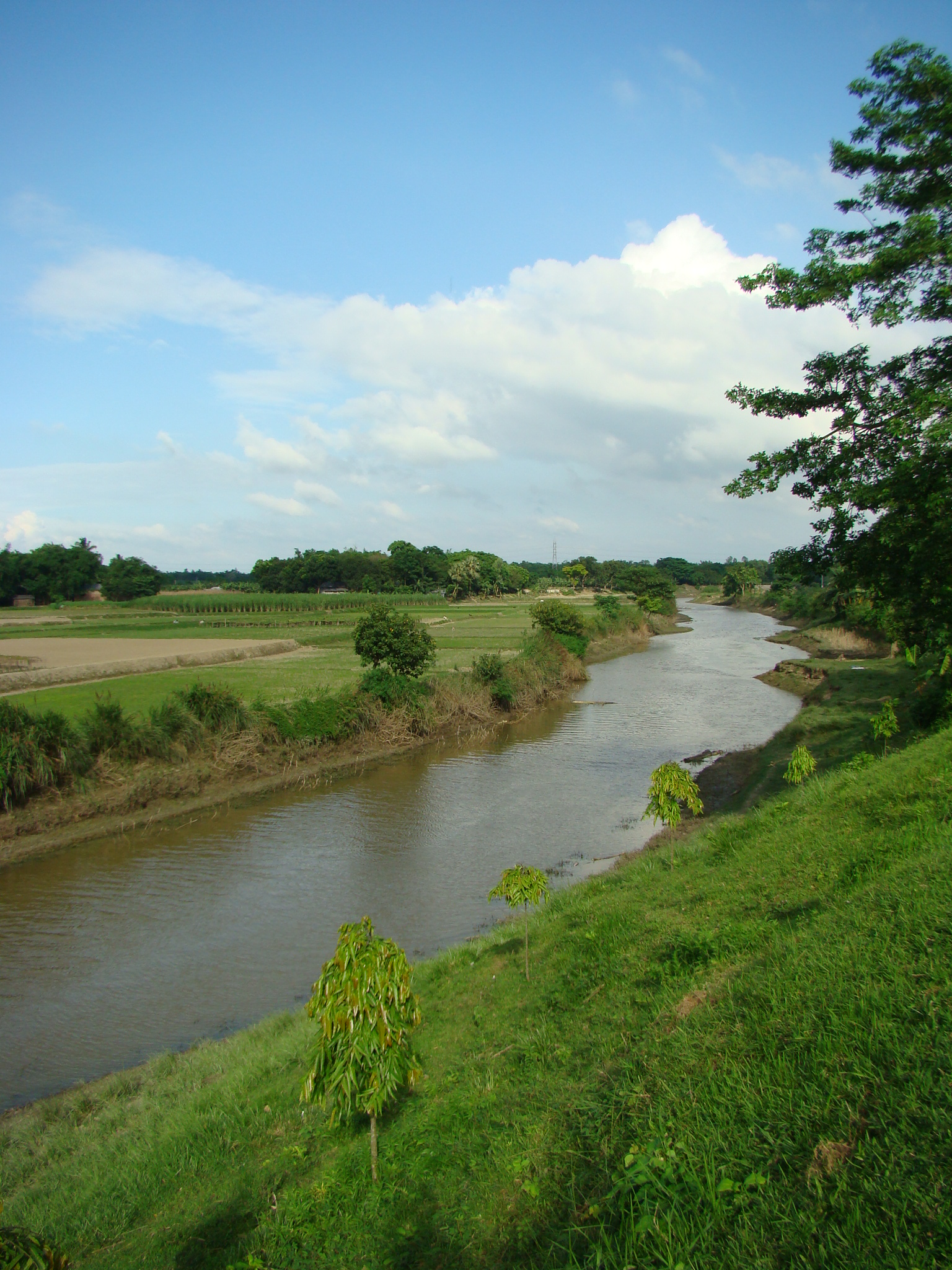
Річка Каратоя біля цитаделі Магастханґарг
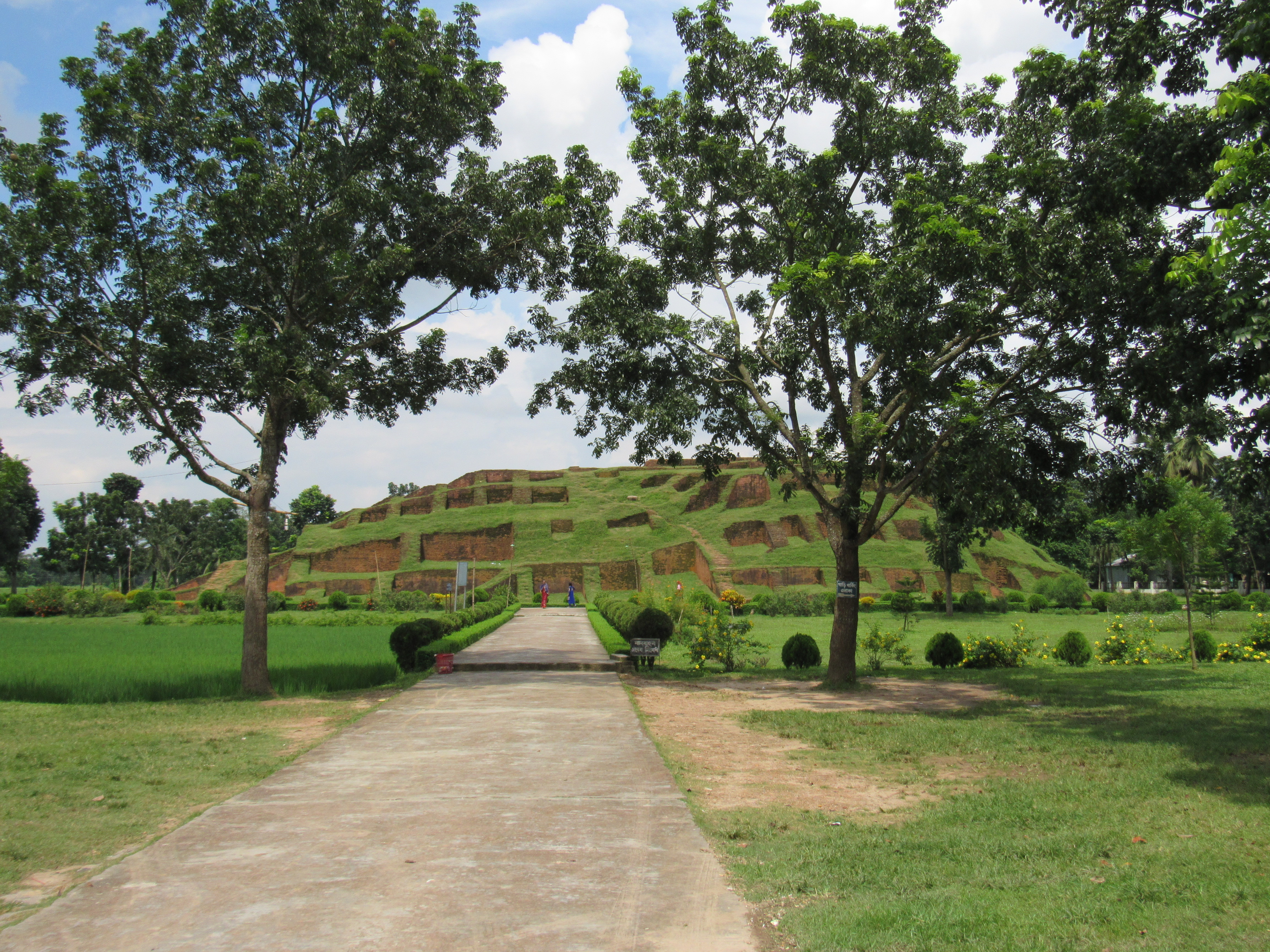
Лакшиндар Бегулар Басар Ґгар у Ґокулі
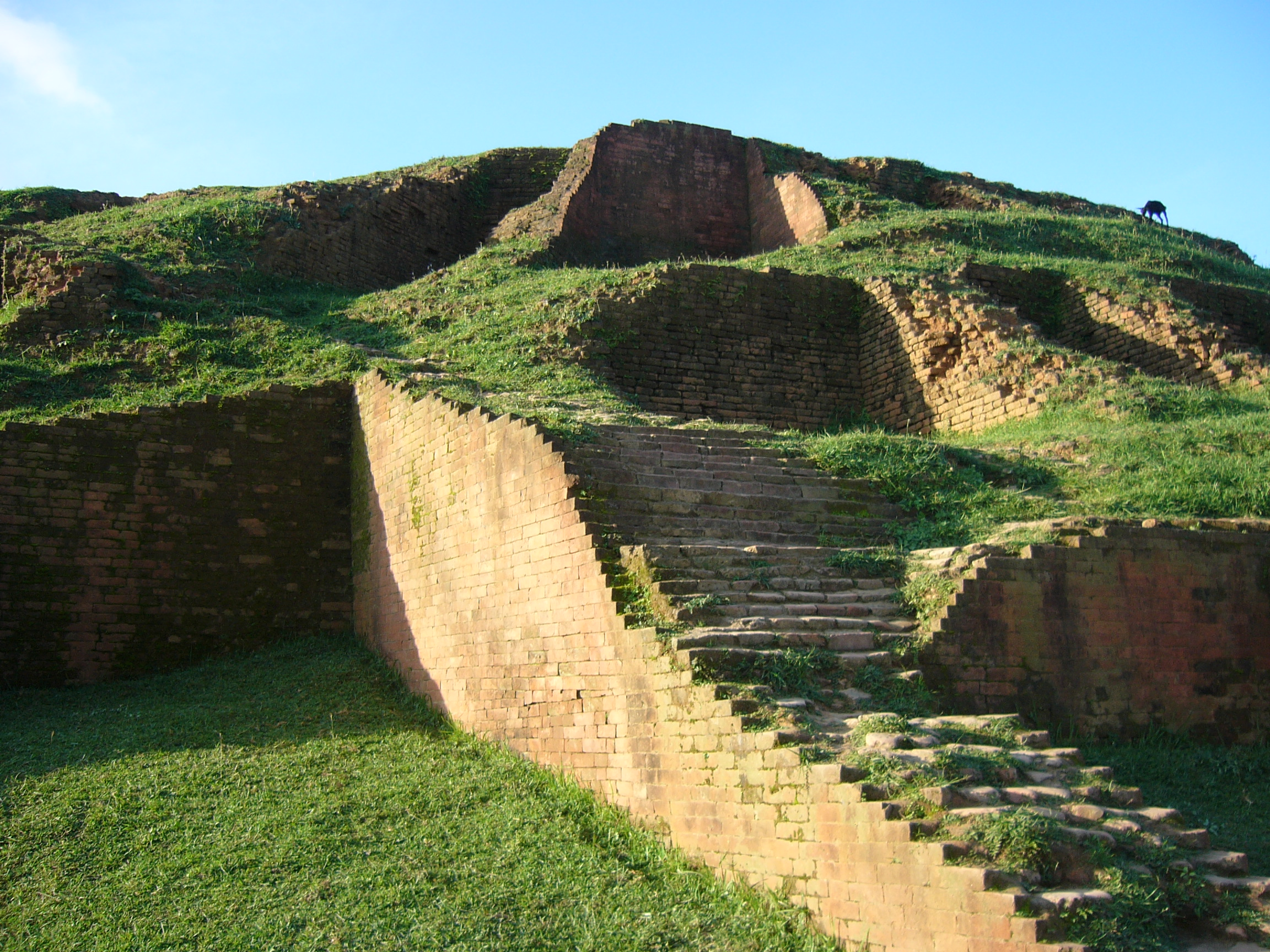
Ґокул Медг
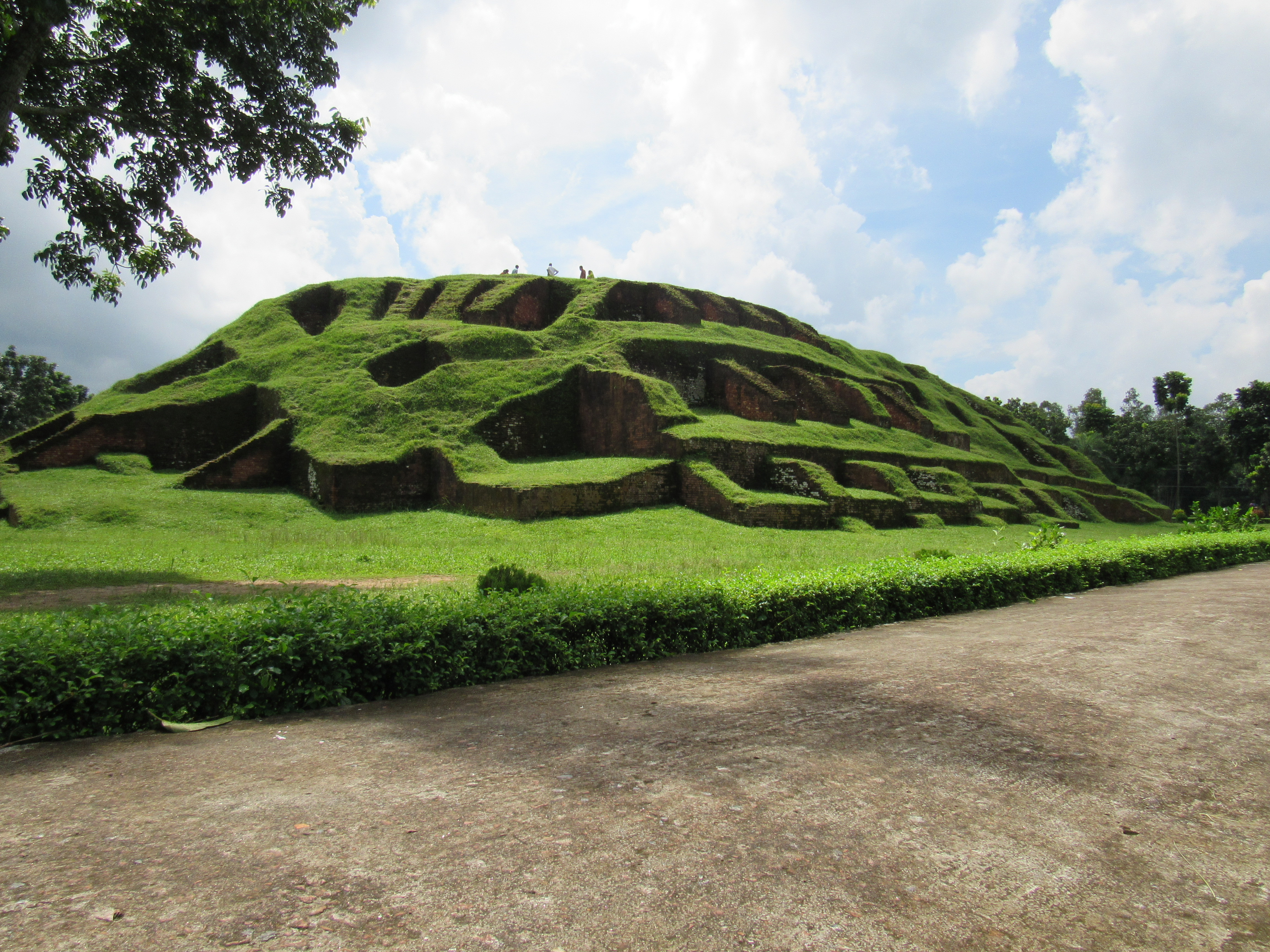
Ґокул Медг
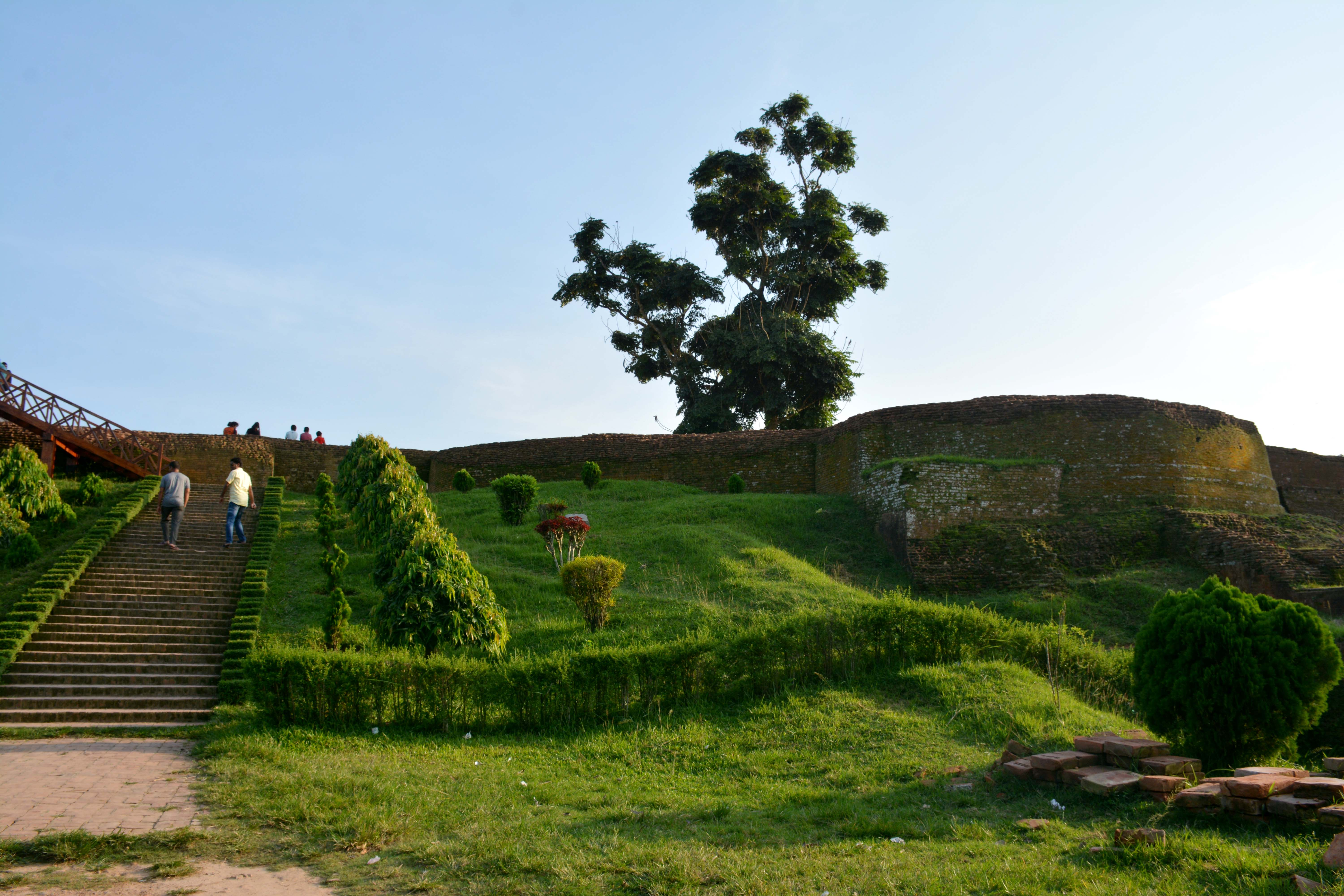
Магастханґарг
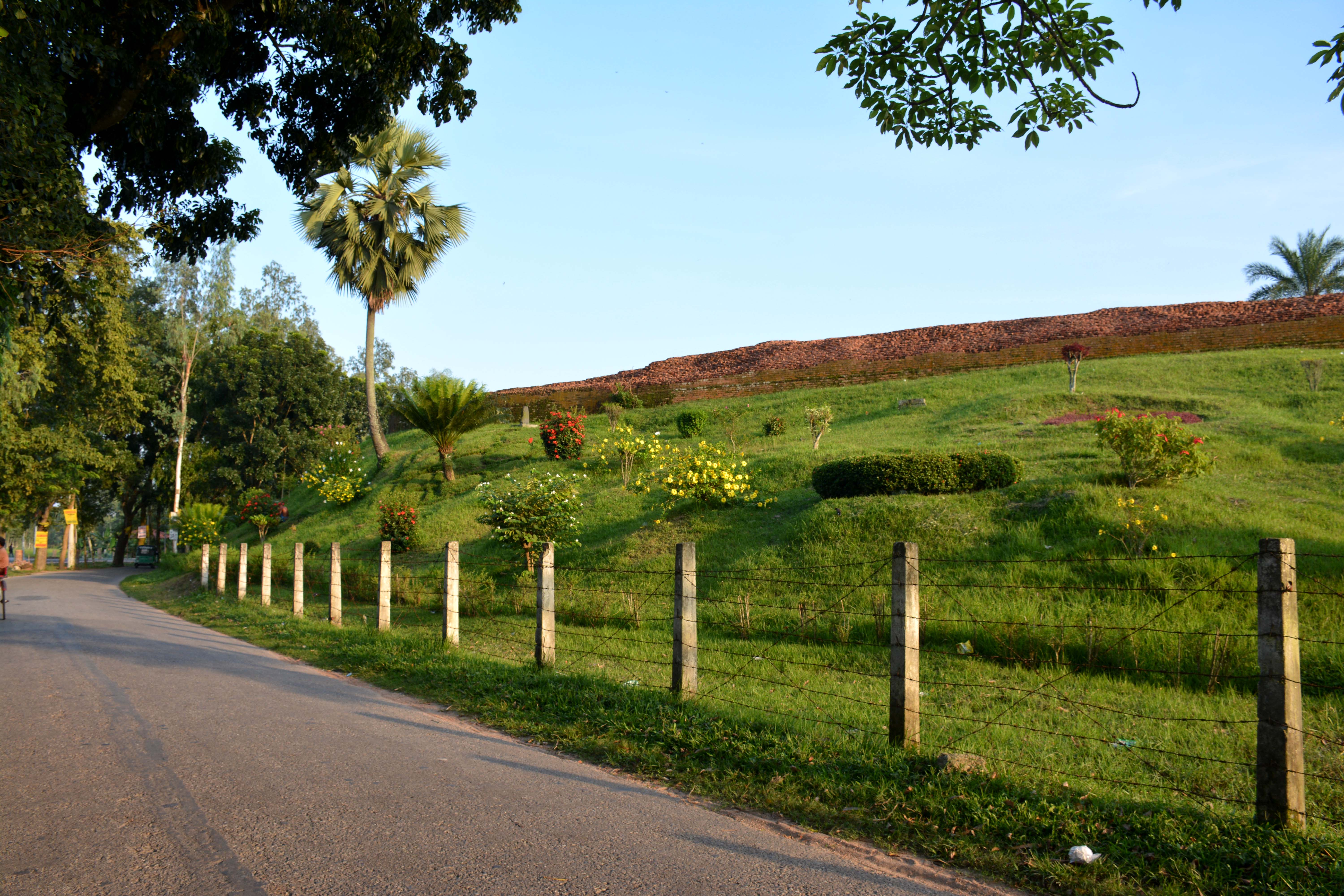
Магастханґарг
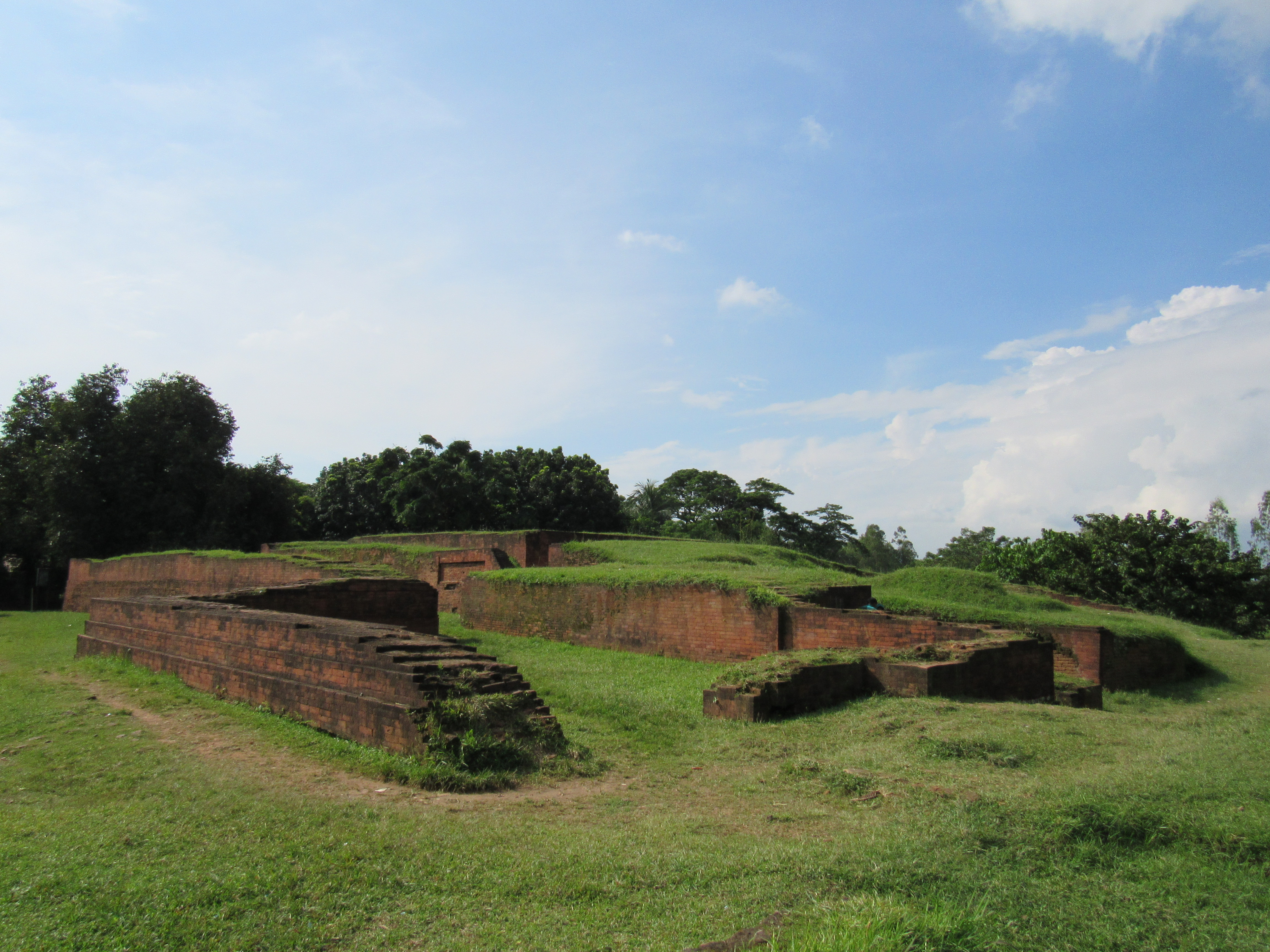
Ґовінда Віта
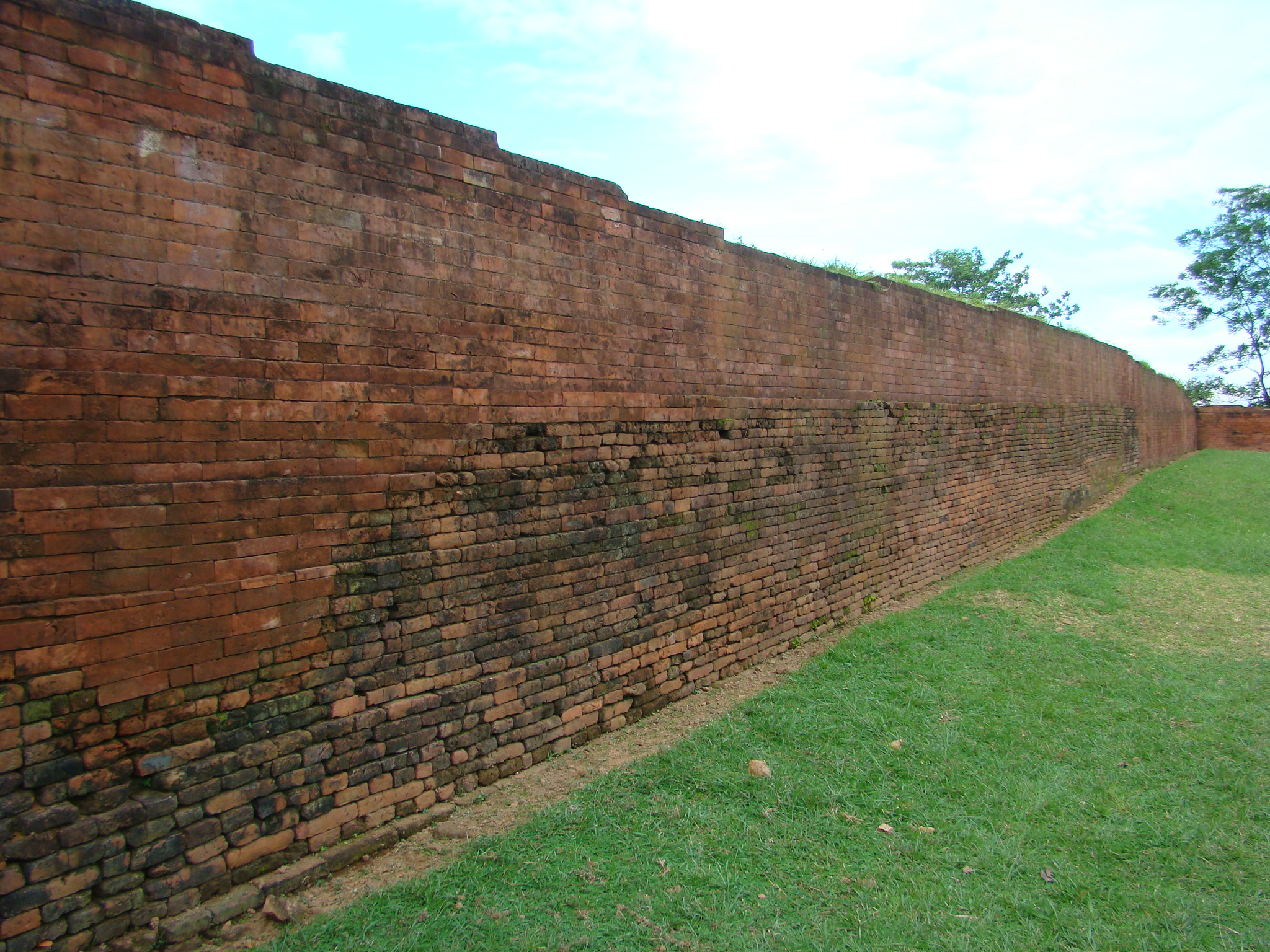
Ґовінда Віта
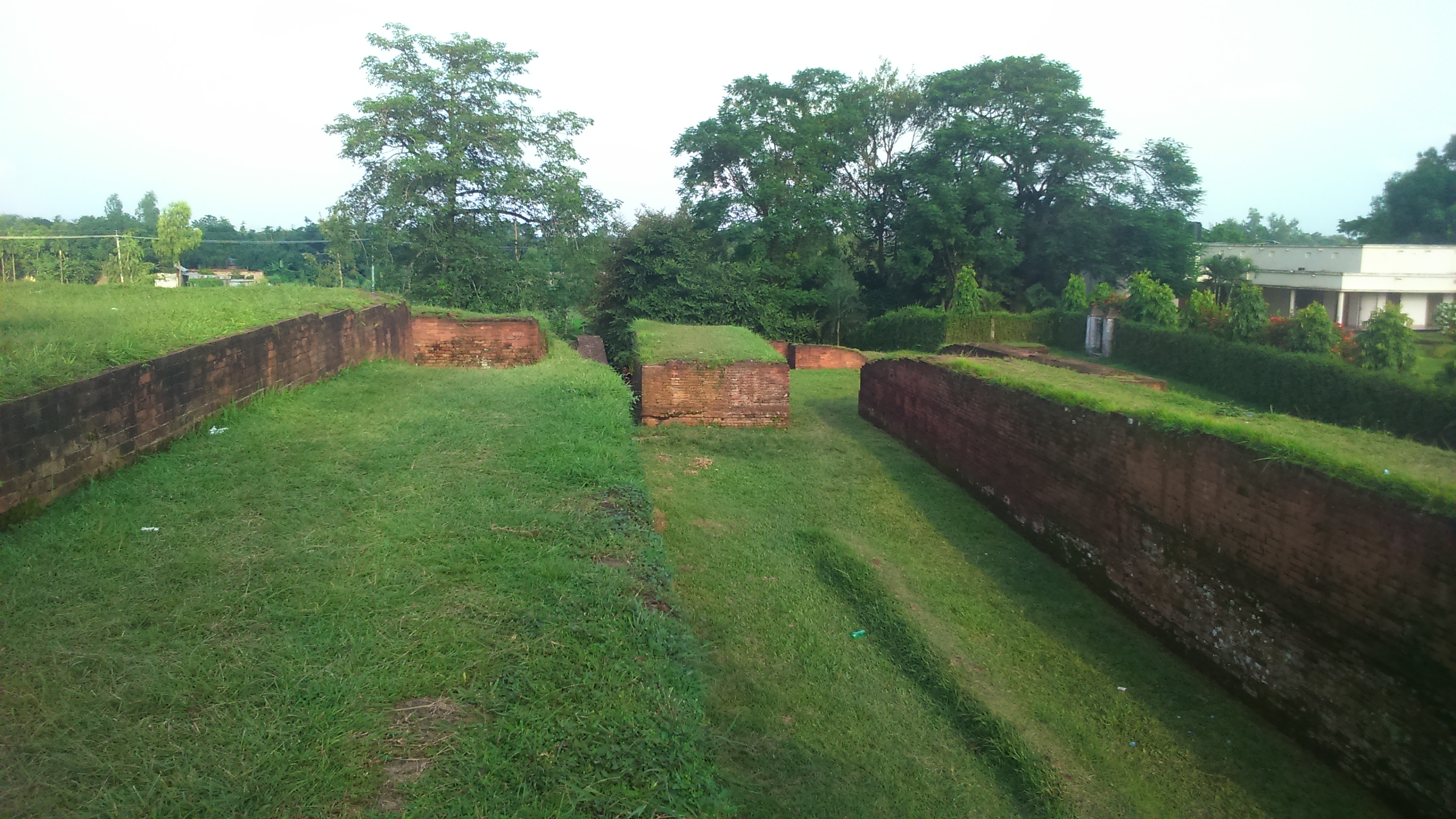
Ґовінда Віта
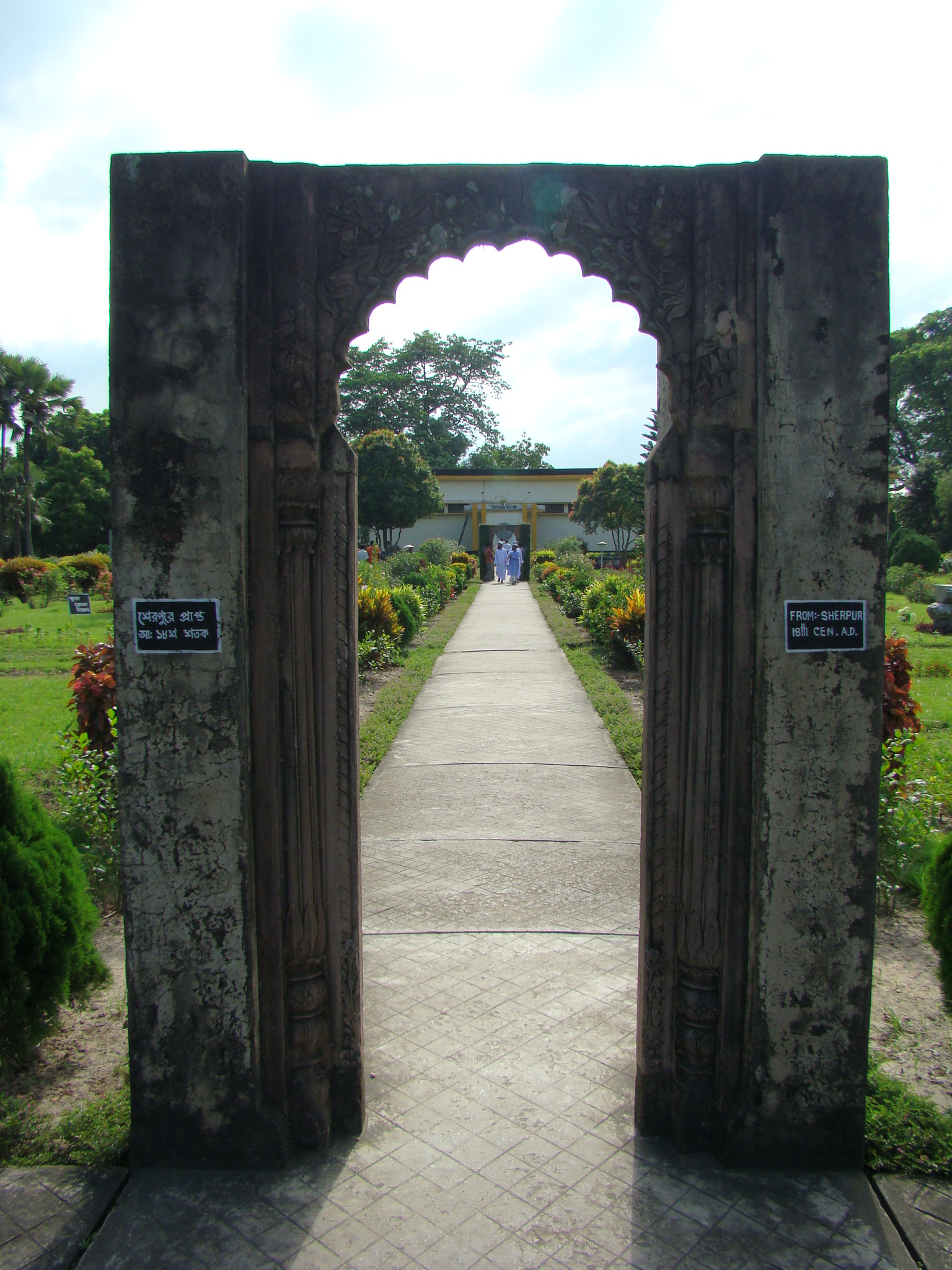
Музей Магастханґарг
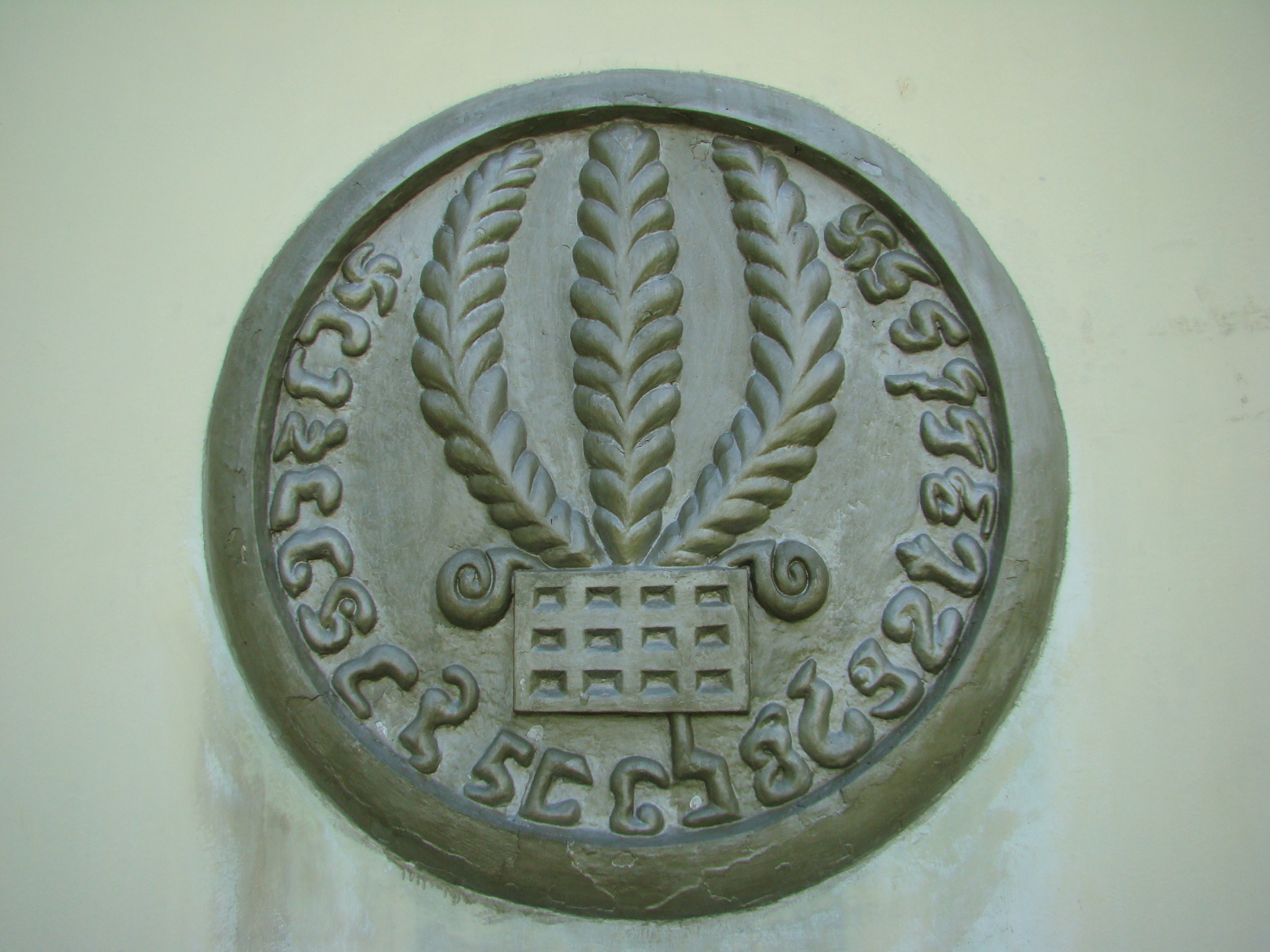
Музей Магастханґарг
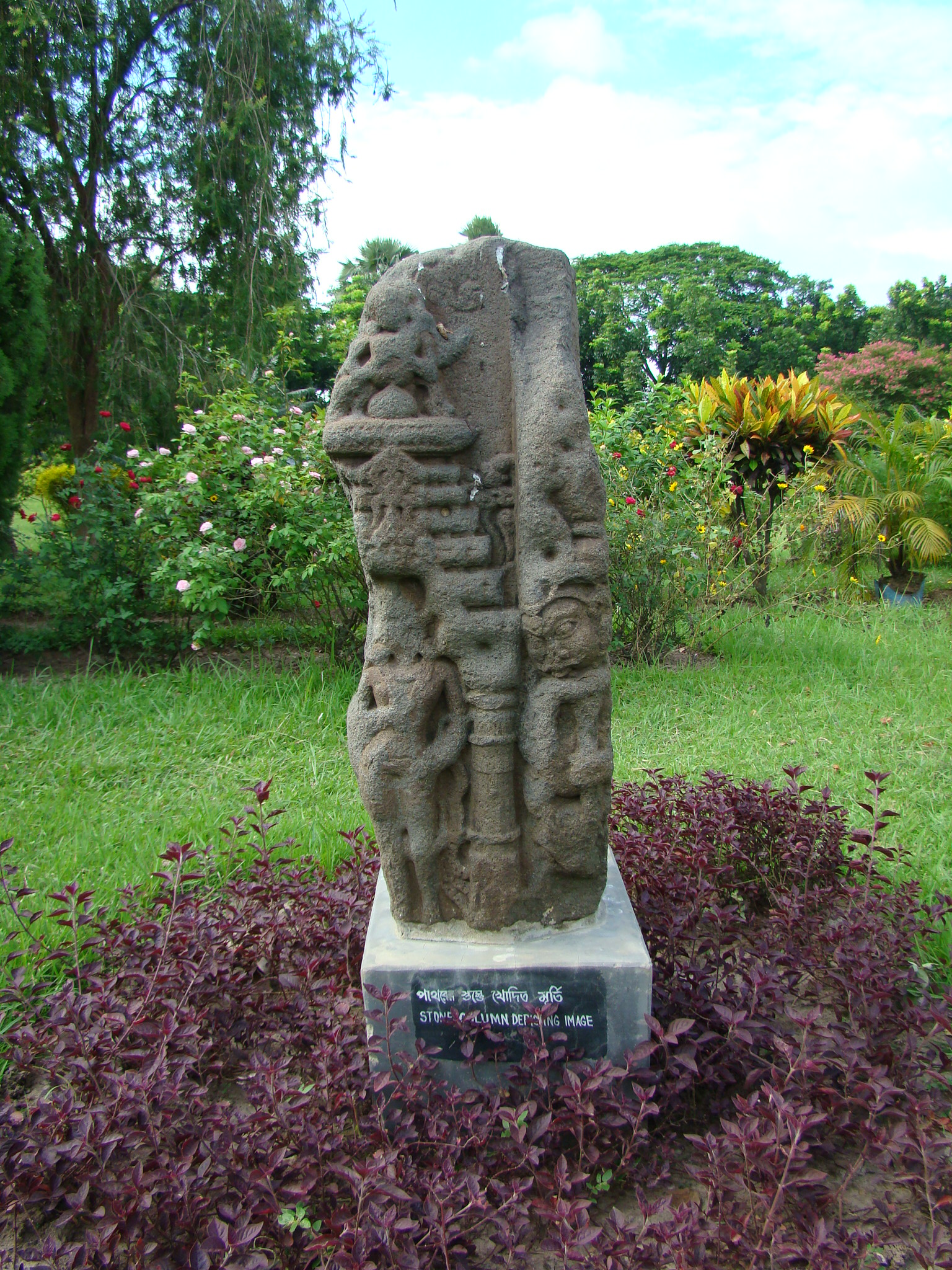
Музей Магастханґарг
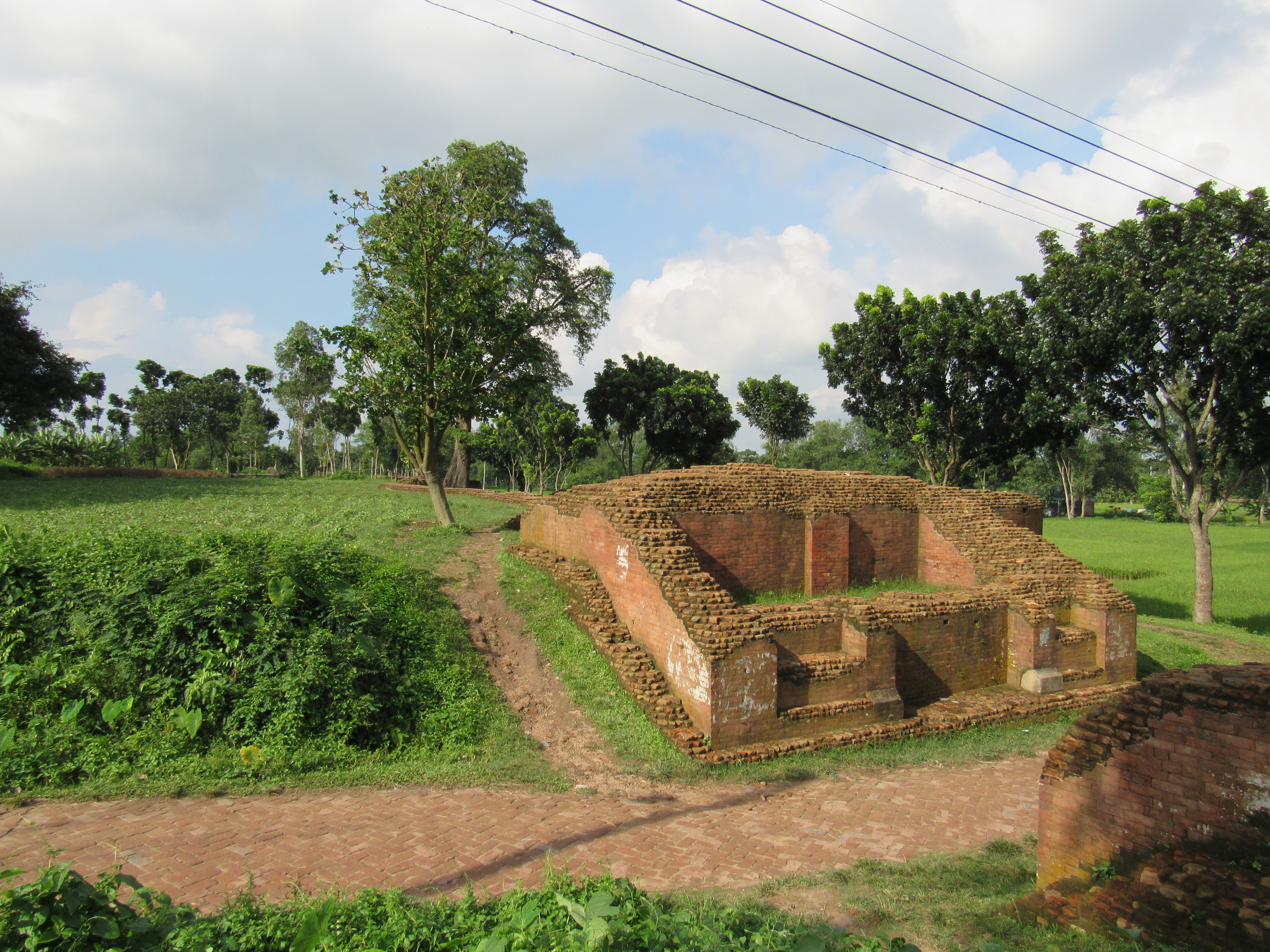
Місце Паршурам
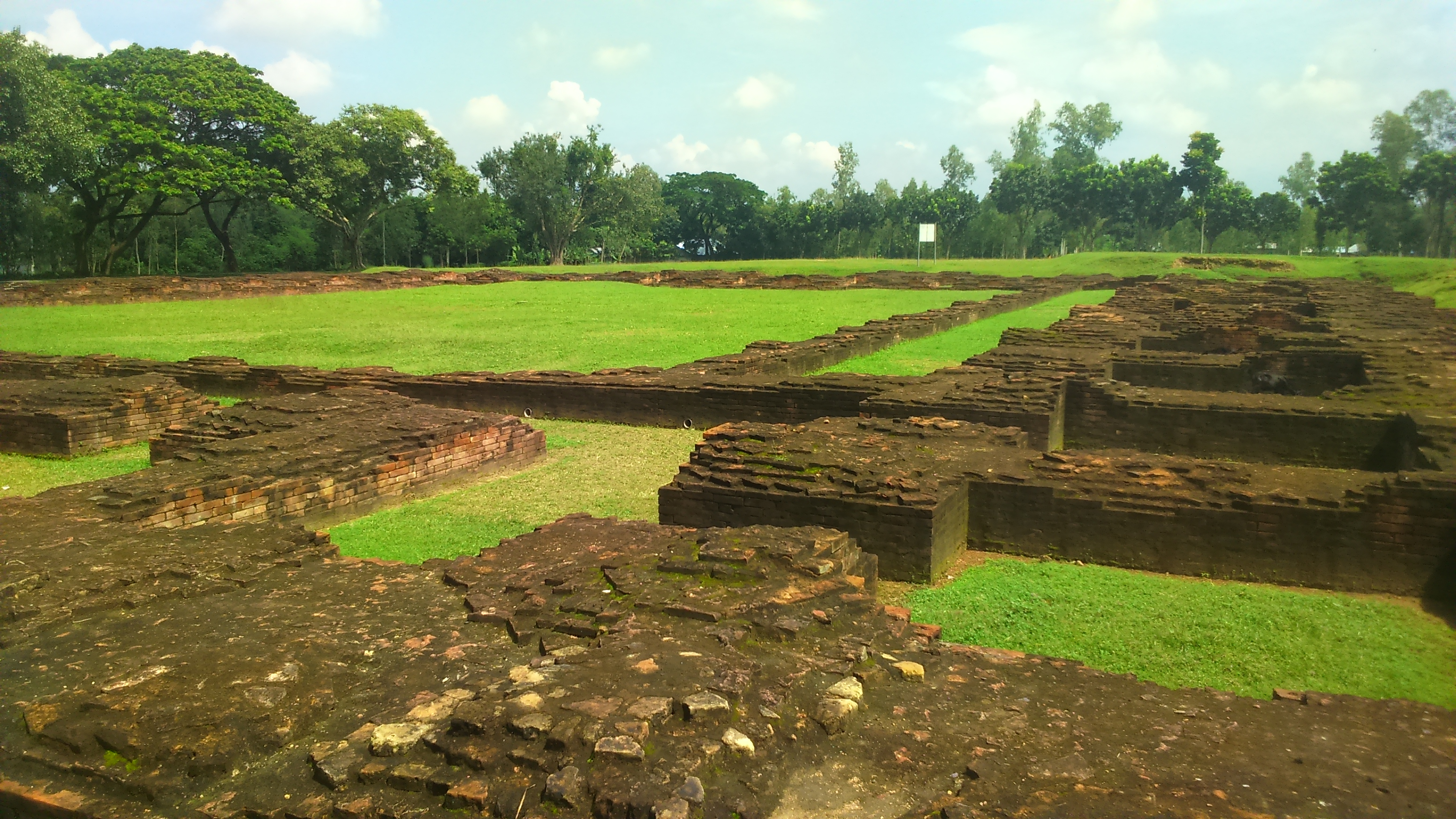
Бігарський дгап
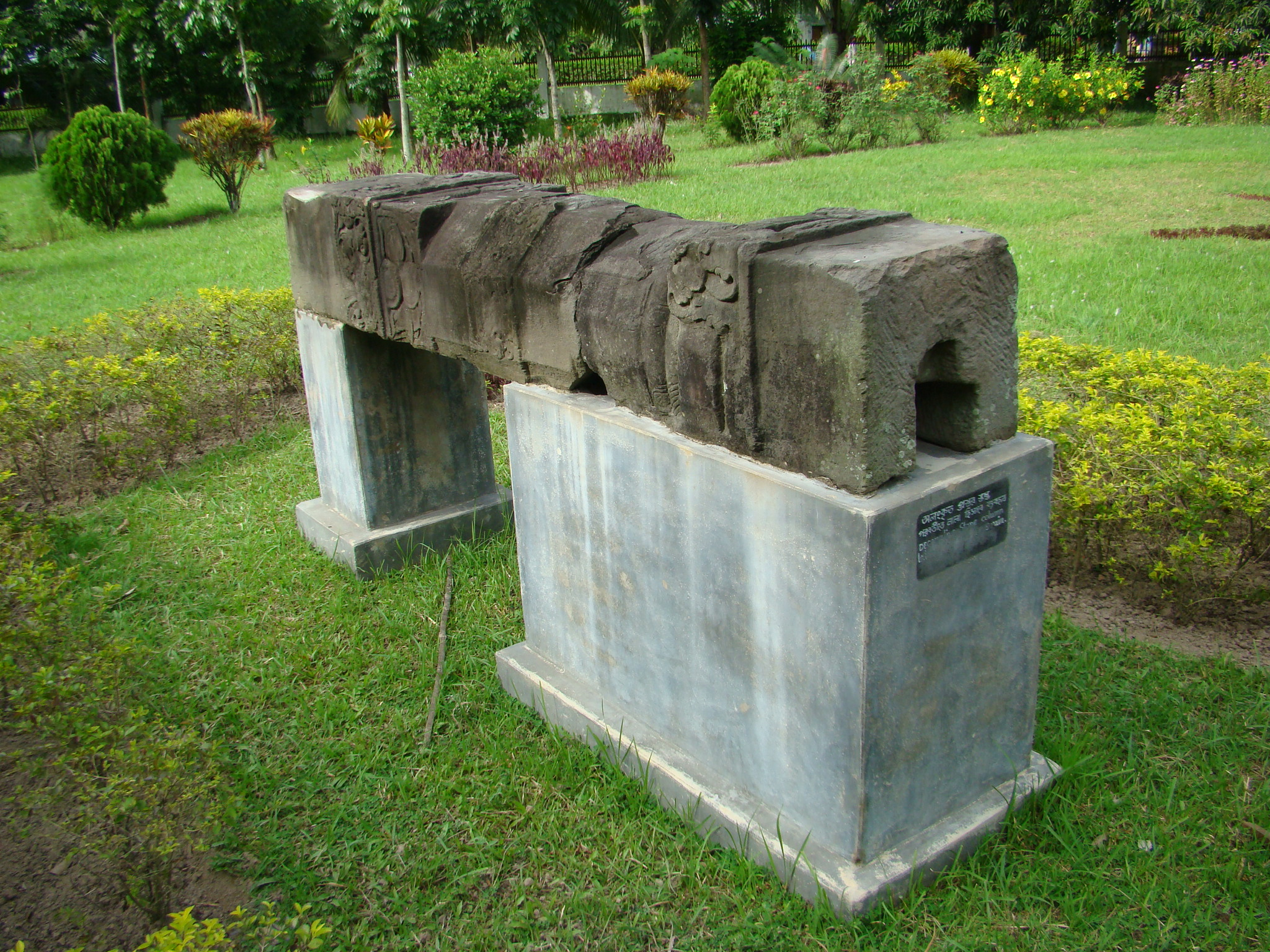
Музей Магастханґарг
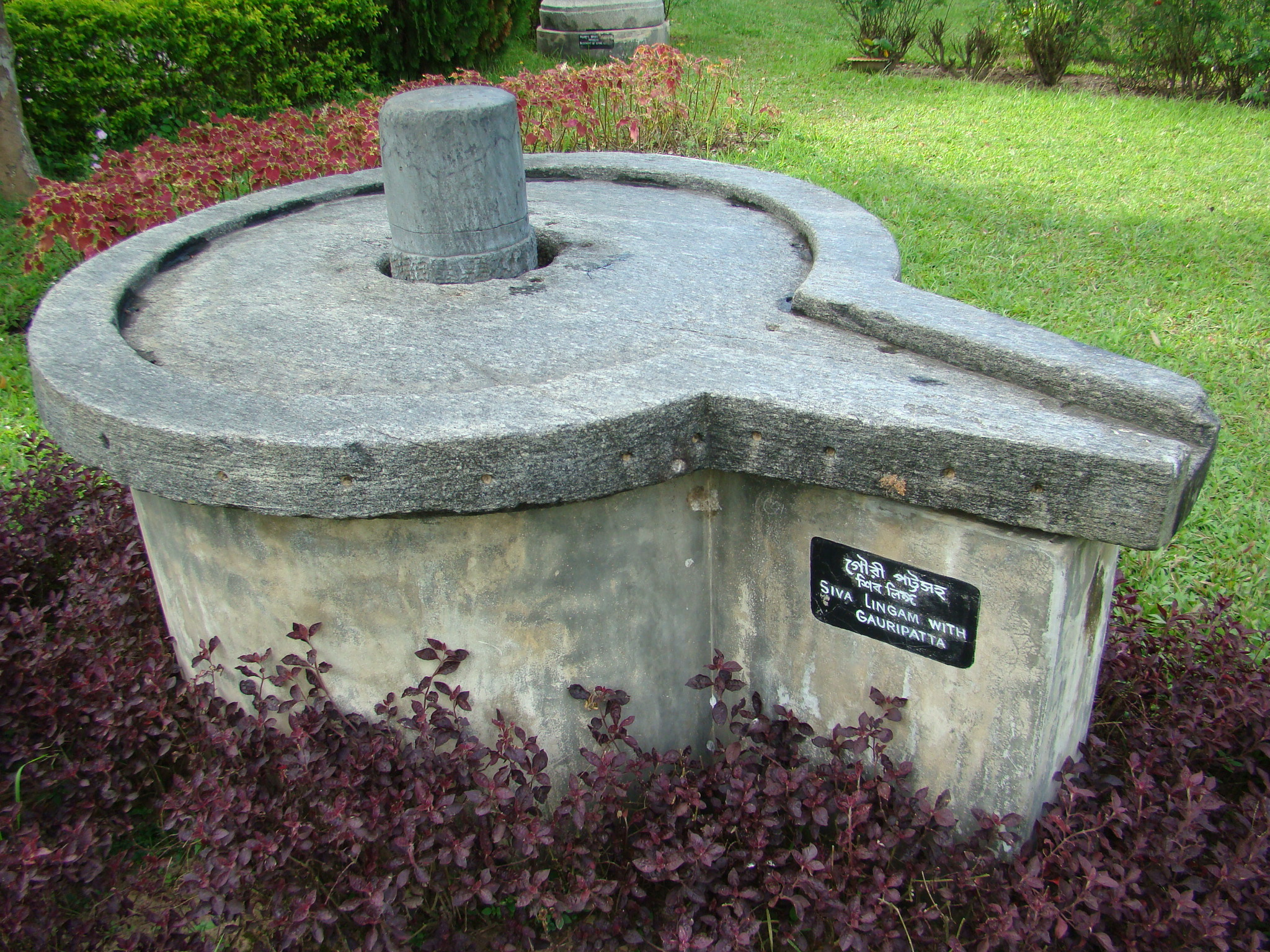
Музей Магастханґарг

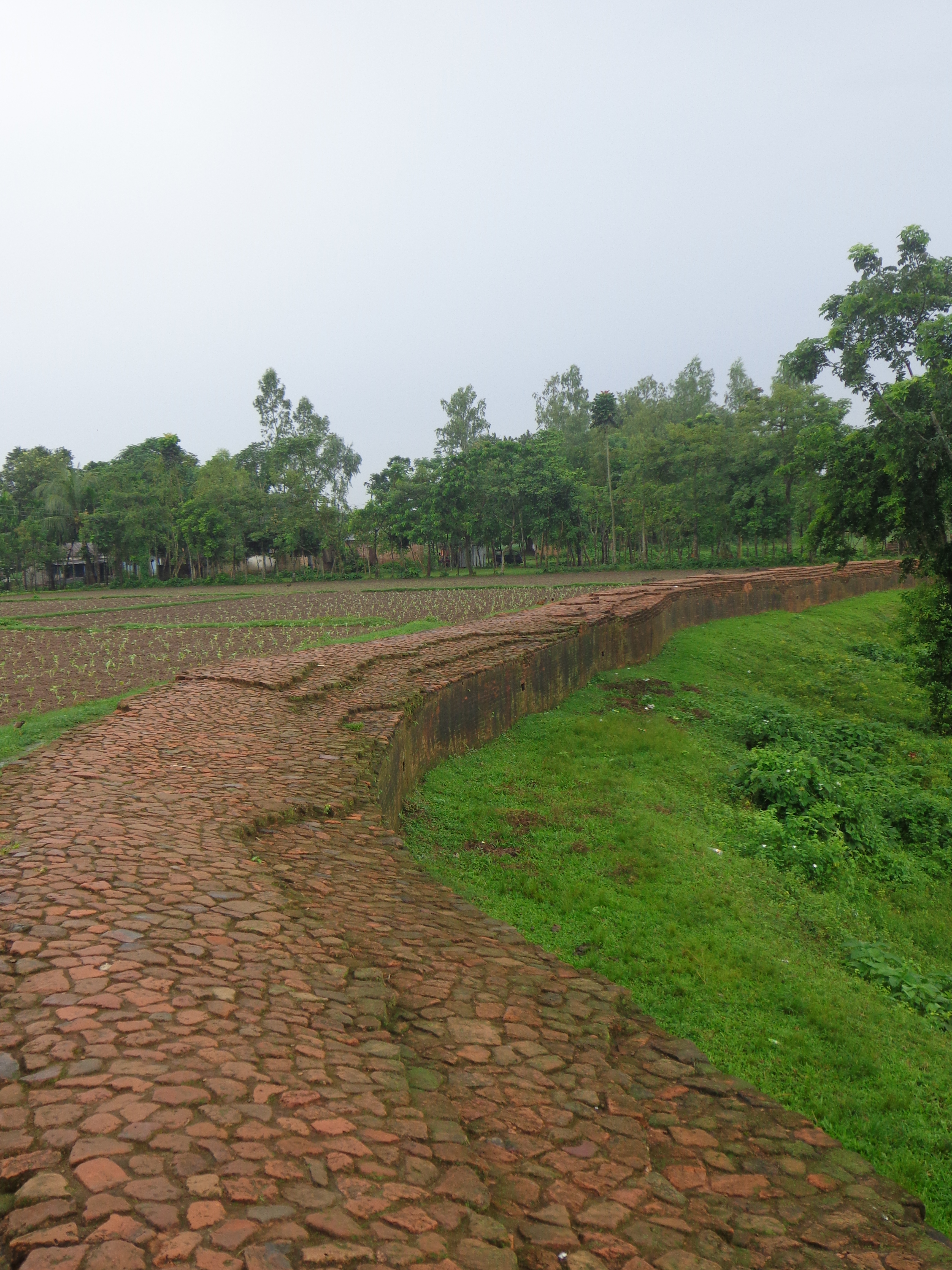
Стіна Магастханґаргу
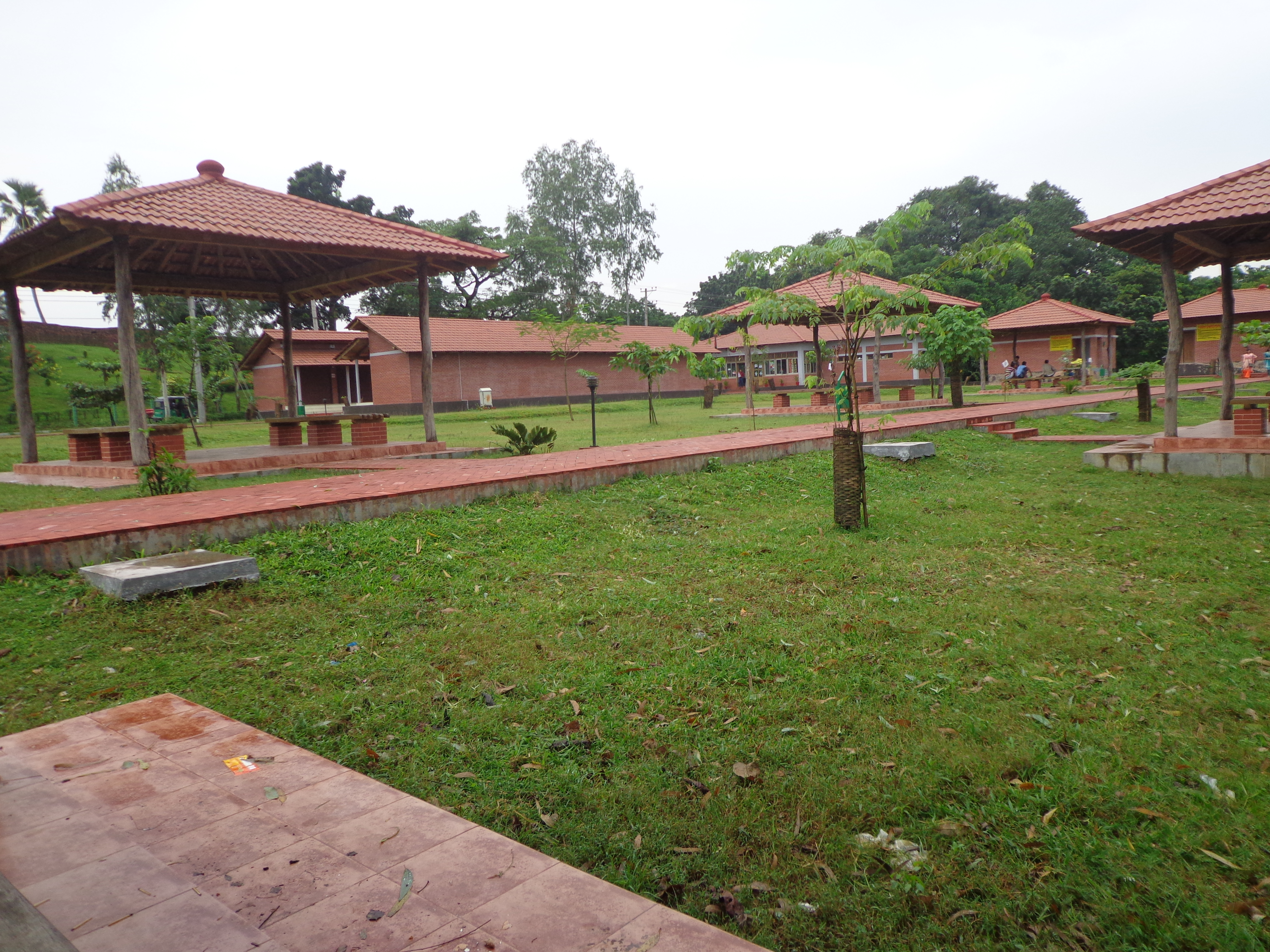
Курорт Магастханґаргу
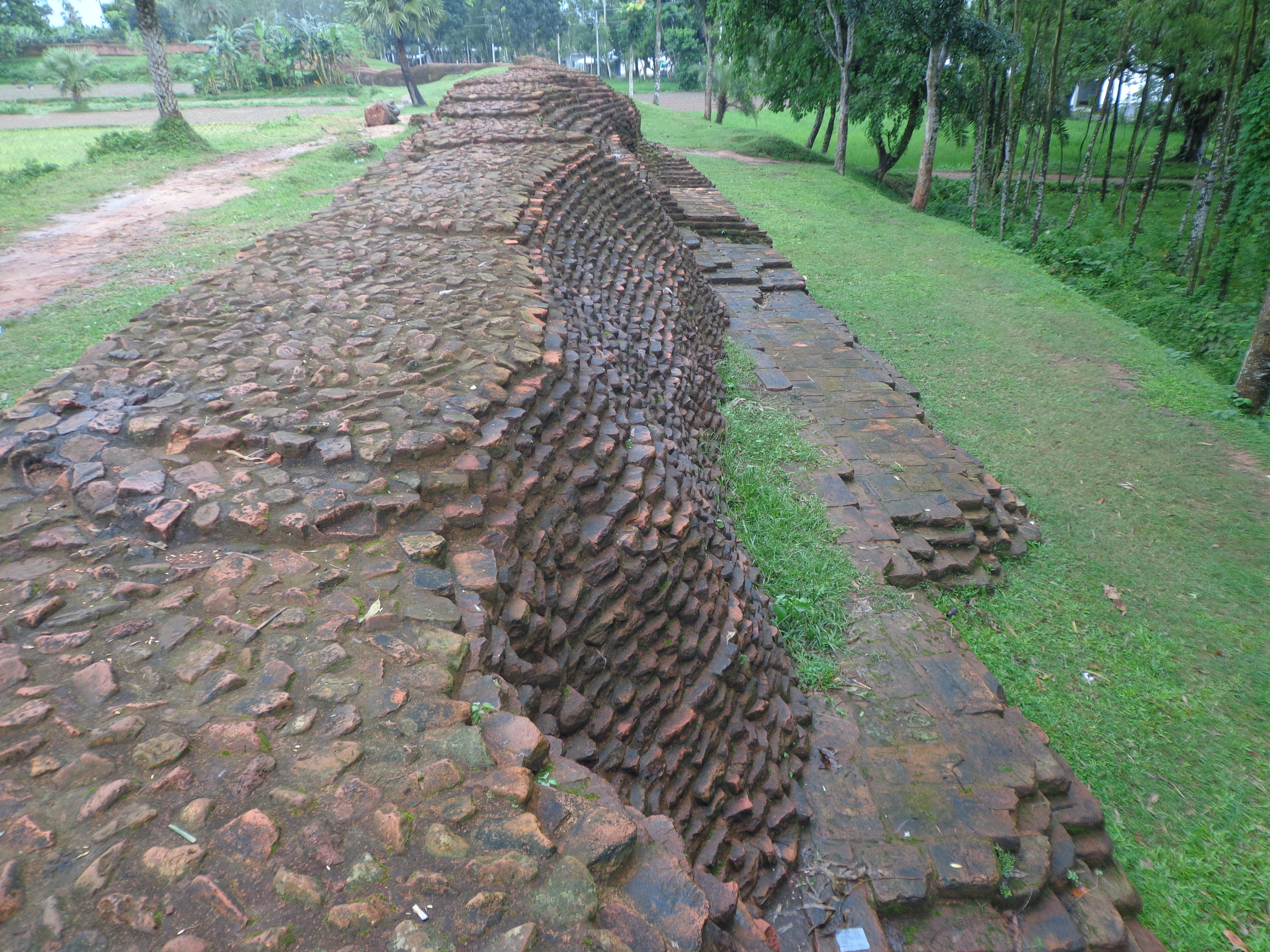
Стіна Магастханґаргу
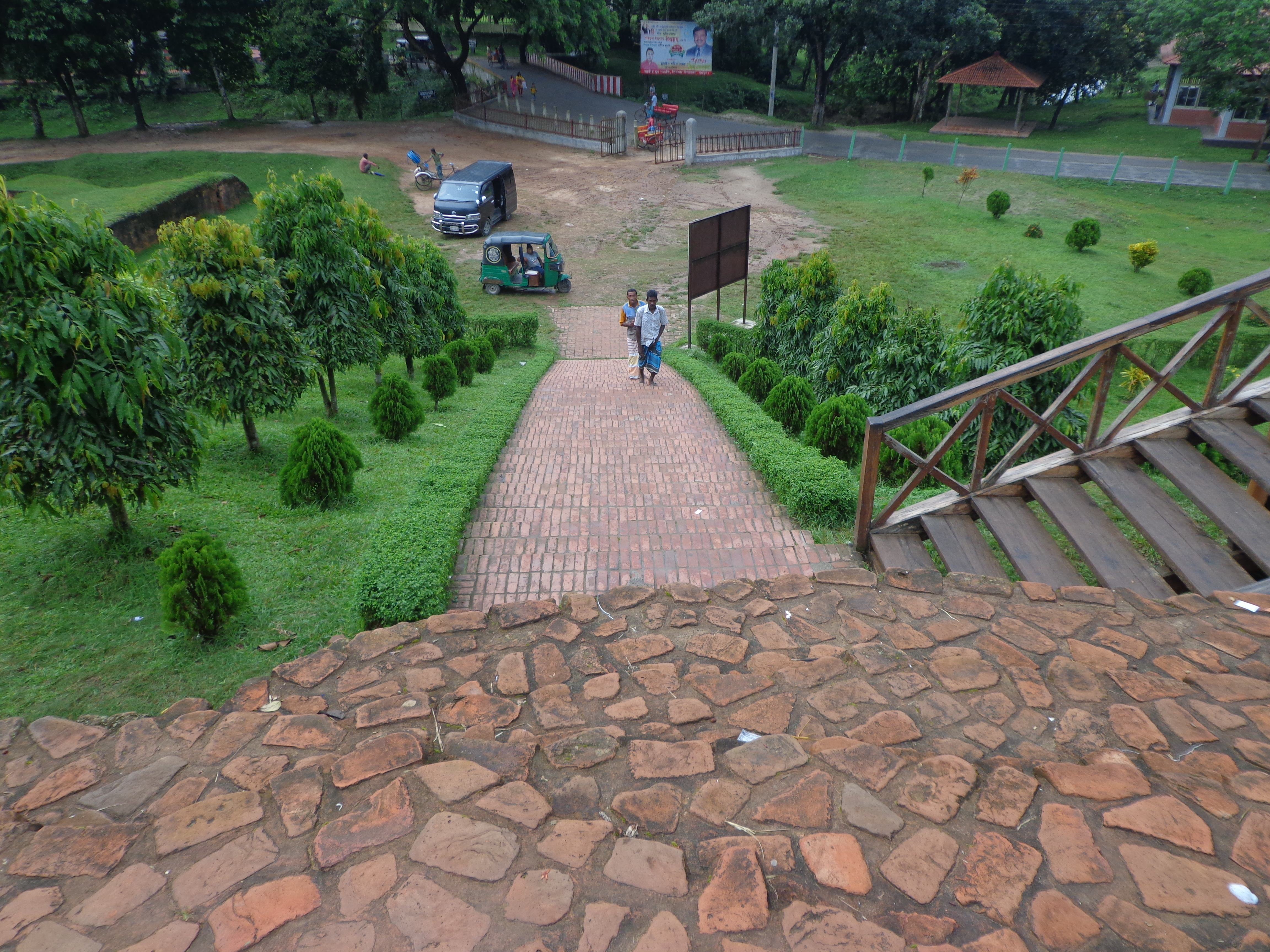
Магастханґарг
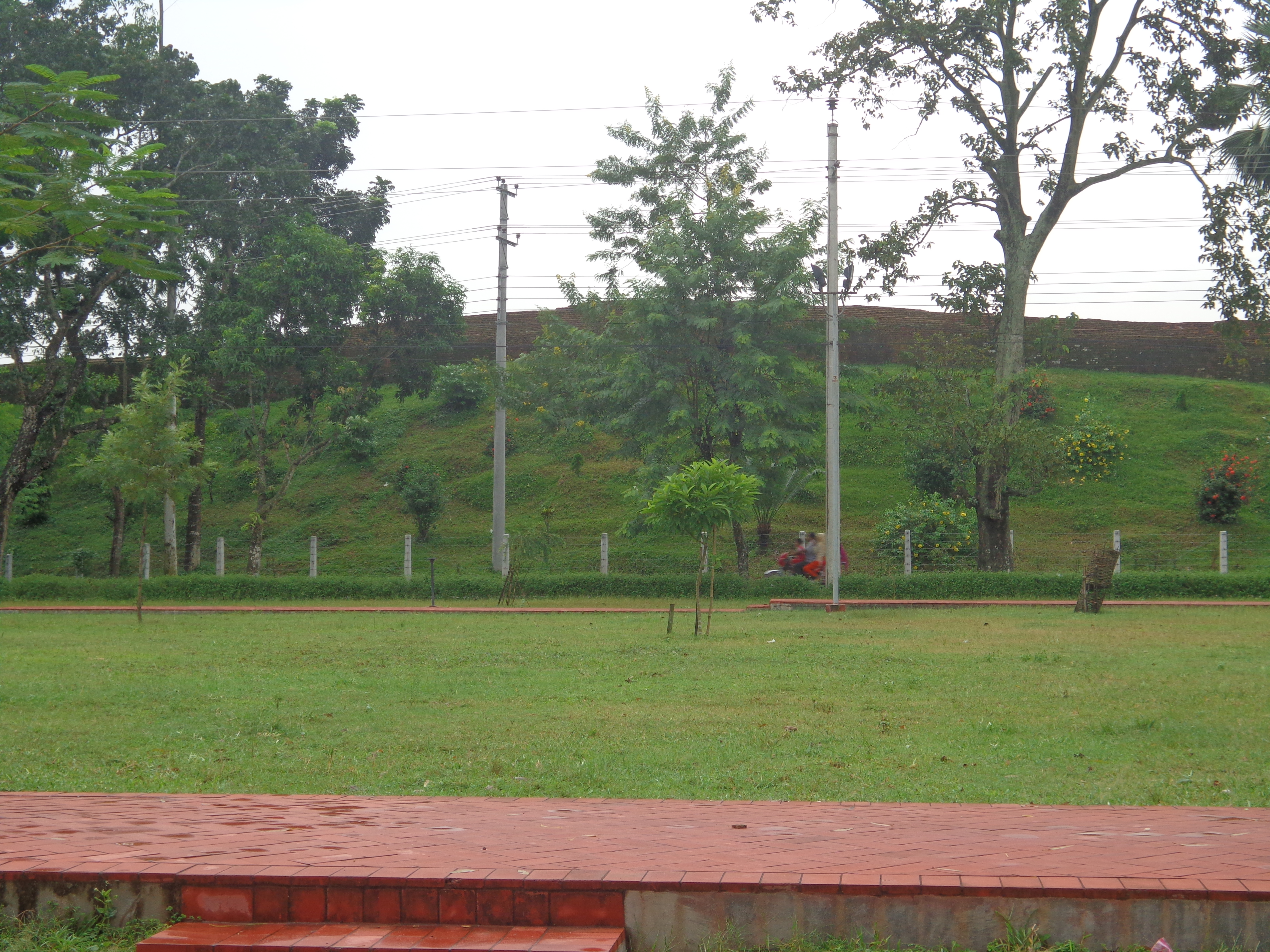
Вид здалеку
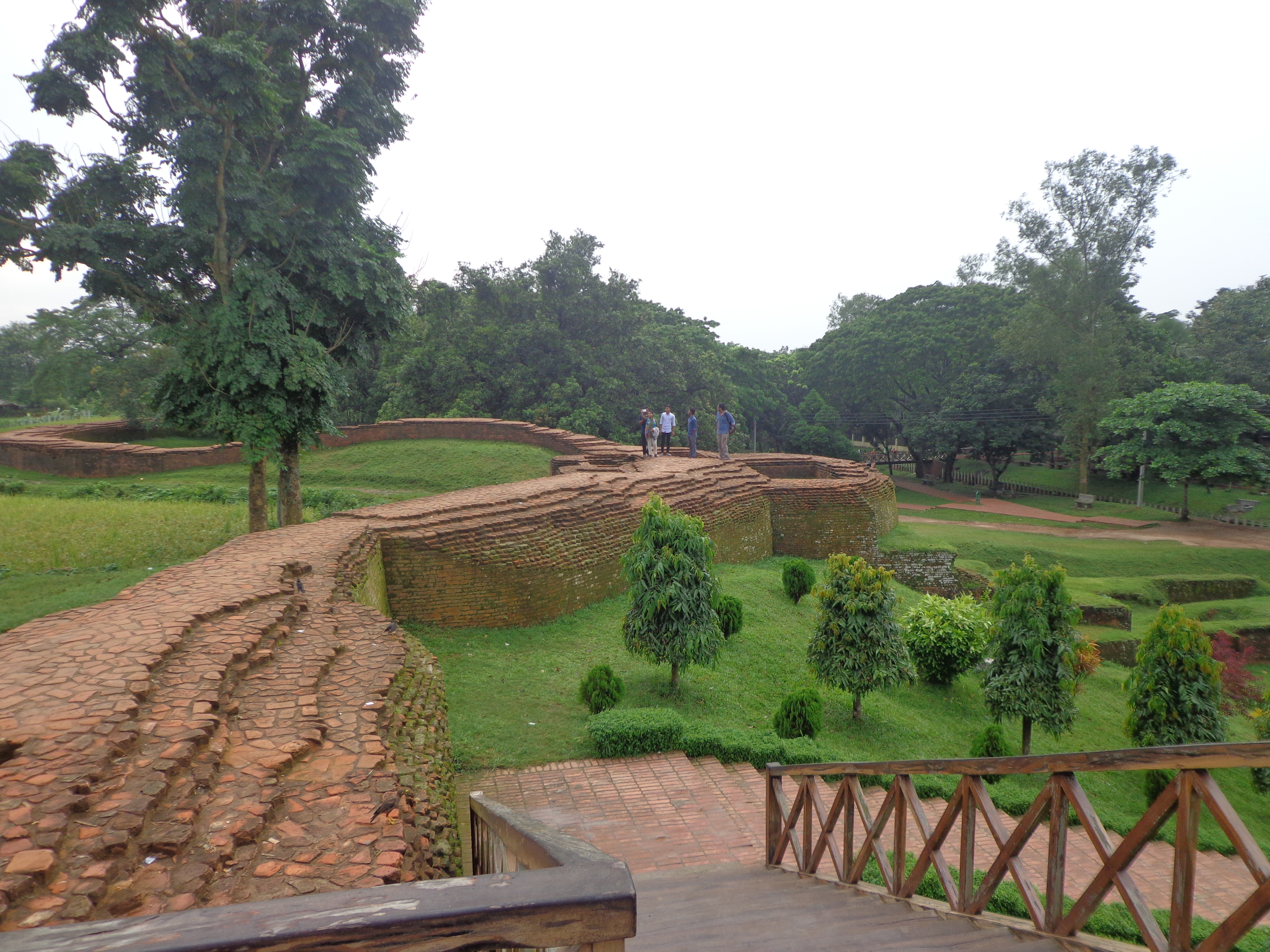
Магастханґарг
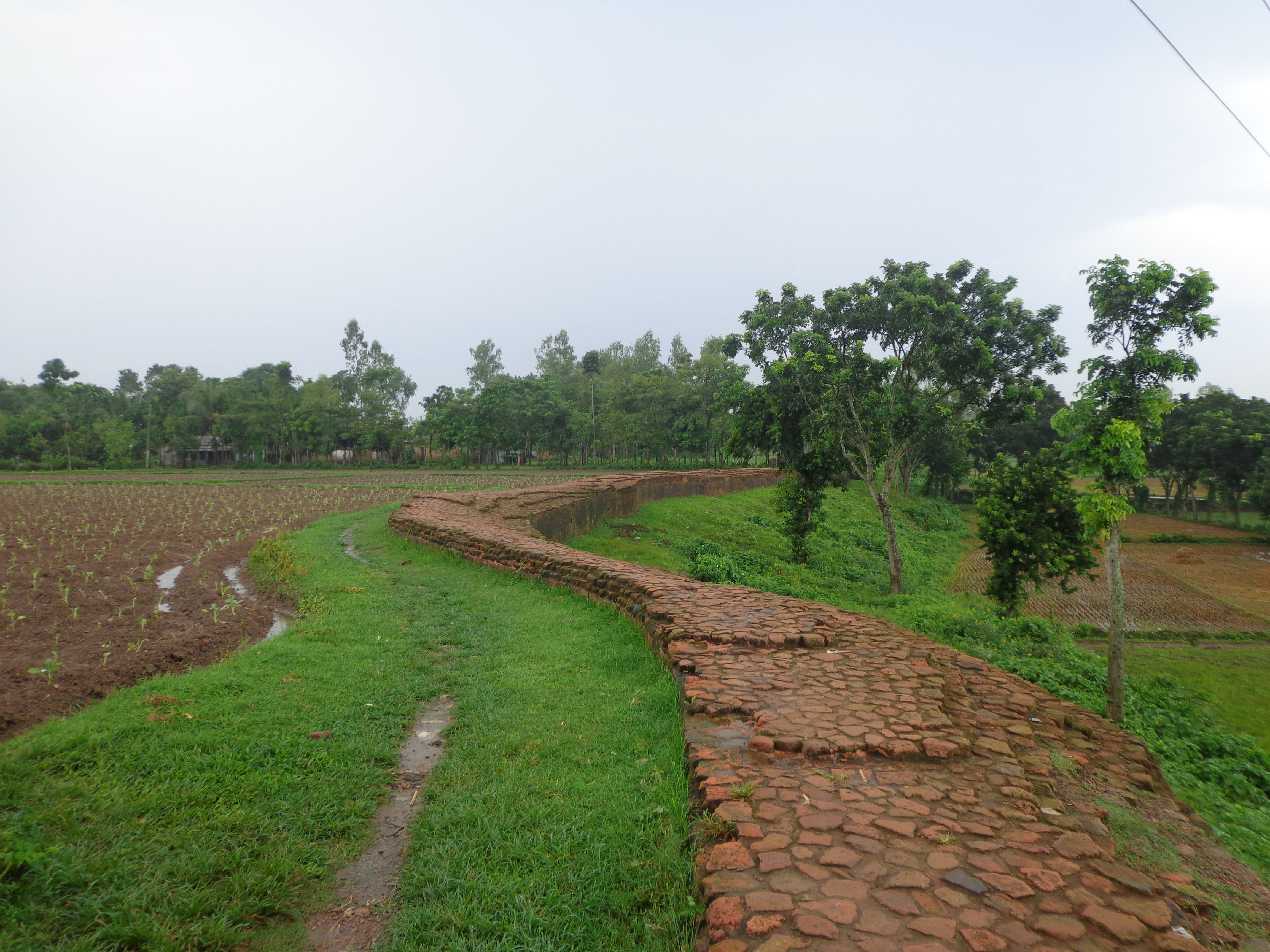
Магастханґарг
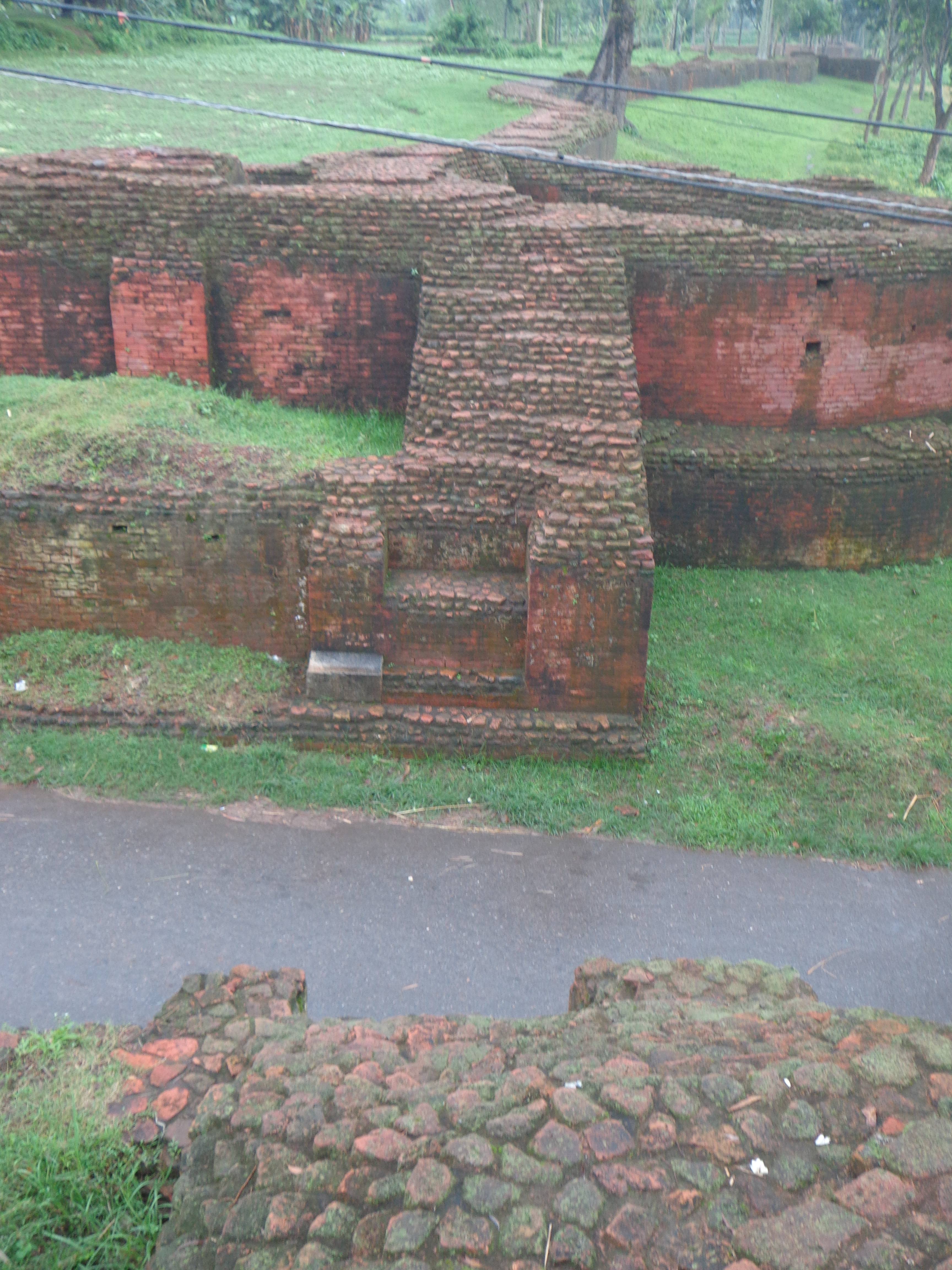
Стіна Магастханґаргу